# Keith Haring

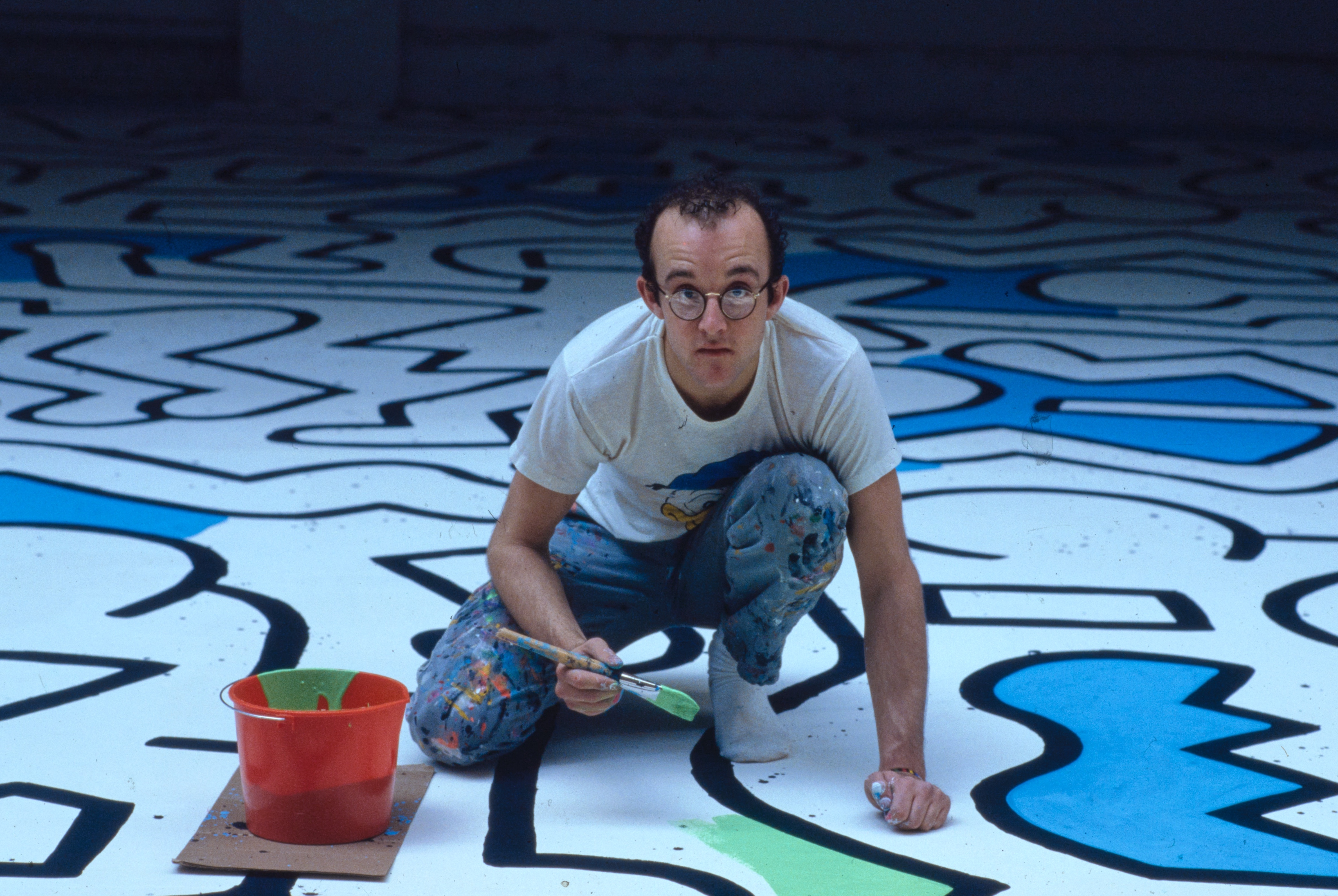
Keith Haring, 1985

Keith Allen Haring (* 4. Mai 1958 in Reading, Pennsylvania; † 16. Februar 1990 in New York City) war ein US-amerikanischer Künstler, dessen Malstil anhand klarer Linien und Flächigkeit erkennbar ist. Er arbeitete ohne Vorlagen oder Skizzen. Einige seiner Methoden entnahm er der Graffiti-Szene. Haring gilt als Vertreter der Pop Art der 1980er Jahre und als einer der größten Streetart-Künstler aller Zeiten.

## Leben und Werk

### Kindheit und Ausbildung
Haring wurde 1958 in Pennsylvania als ältestes Kind von Joan und Allen Haring geboren. Zusammen mit drei Schwestern wuchs er in Kutztown auf. Dank seines Vaters, der mit ihm Comic-Figuren zeichnete, interessierte er sich schon früh für die Kunst.
1976 studierte er für zwei Semester an der Ivy School of Professional Art in Pittsburgh Werbegrafik. 1978 hatte er seine erste Einzelausstellung im Pittsburgh Arts and Crafts Center. Im selben Jahr zog er nach New York und schrieb sich an der School of Visual Arts (SVA) ein. Zu dieser Zeit machte er Bekanntschaft mit aufstrebenden Künstlern wie Kenny Scharf und Jean-Michel Basquiat.

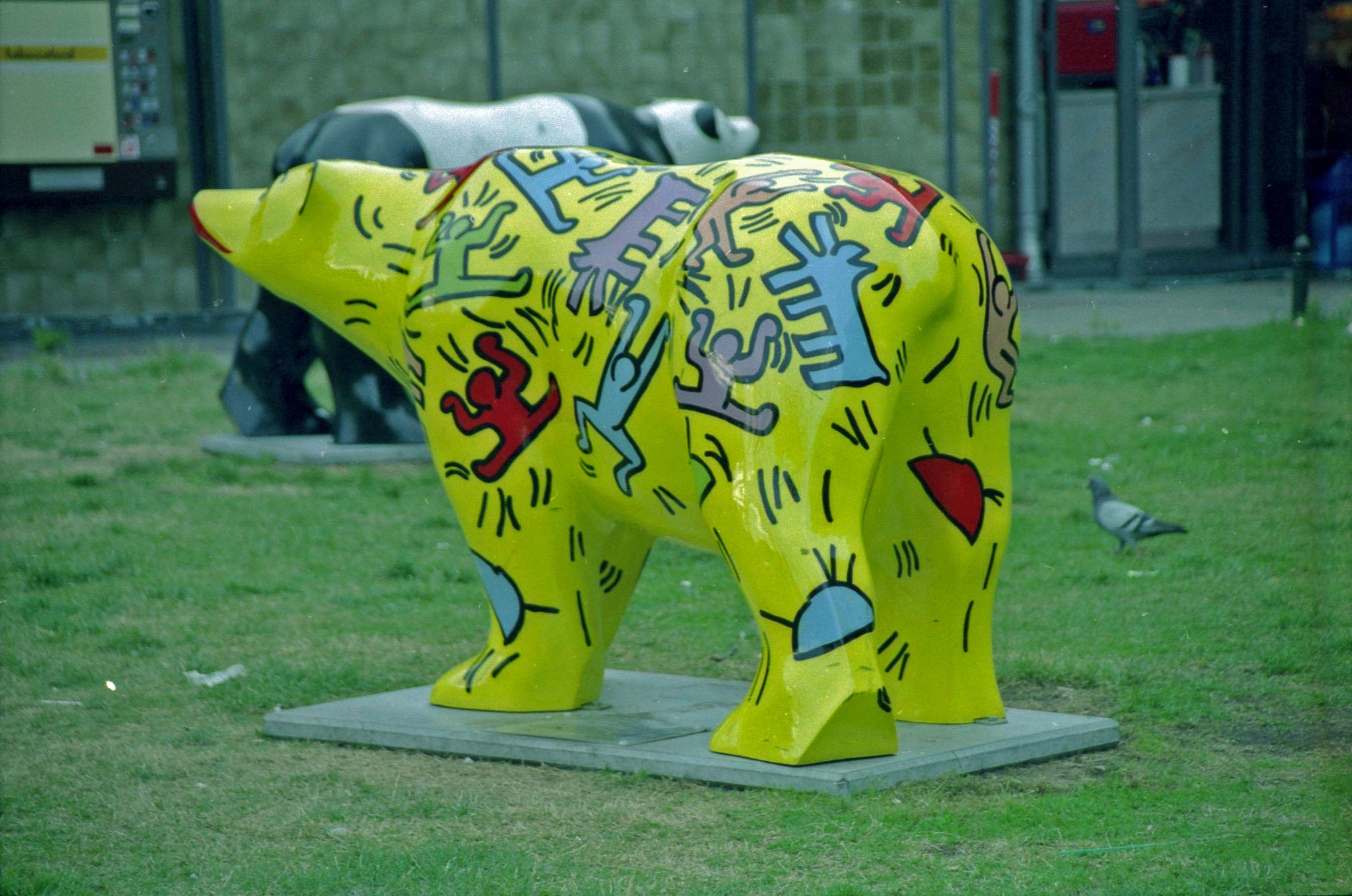
Berliner Bär mit Figuren von Keith Haring

Ab 1980 organisierte er Ausstellungen und Vorführungen im Club 57. Zur selben Zeit entstanden seine ersten Arbeiten, die auf ein öffentliches Publikum abzielten: Mit einer Schriftschablone sprühte er den Text Clones Go Home auf die Wände und entlang der Bürgersteige zwischen die Grenze von East und West Village. Damit wollte er ein Statement gegen die Gentrifizierung, also den Zuzug von Neureichen in sein Viertel, setzen. Des Weiteren verbreitete er Collagen, die täuschend echt an die Titelseiten der New York Post erinnern und provokante Titel wie „Reagan Slain by Hero Cop“ („Reagan von heldenhaftem Polizisten getötet“) enthielten.
Im Juni 1980 wurde er zur Teilnahme an der Times Square Show eingeladen. Im Herbst desselben Jahres verließ Haring die SVA und arbeitete weiter im Club 57 und im Mudd Club, wo er Ausstellungen kuratierte. Inspiriert von der Graffiti-Szene begann er zur selben Zeit, seine tags zu hinterlassen, beispielsweise ein krabbelndes Baby oder einen Hund. Daraus entwickelte sich der Drang, auf leeren dunklen Werbeflächen seine Subway Drawings zu kreieren.

### Subway Drawings
Das erste seiner Subway Drawings fertigte Haring im Dezember 1980 an und führte diese bis etwa 1985 fort. Die Gänge des Systems der New Yorker U-Bahn sind mit zahlreichen Werbetafeln ausgestattet. Wenn die Tafeln nicht mit aktuellen Werbeplakaten beklebt sind, wird der festmontierte Rahmen mit schwarzem Makulaturpapier als eine Art Platzhalter beklebt. Haring bemalte diese mit weißer Tafelkreide – ein Medium, das leicht zu transportieren und günstig in der Anschaffung ist und ihm erlaubte, seine typische durchgehende Linie schnell, gleichmäßig und äußerst kontrastreich auf das schwarze Papier zu bringen.
Außerdem war keine vorherige Präparation im Studio notwendig, was Harings intuitivem und schnellem Stil zugutekam. Er konzipierte seine Bilder in den U-Bahn-Gängen immer auf ähnliche Weise. Zuerst wurde ein Rechteck als Bildbegrenzung gezogen, manchmal wurden diese noch nummeriert, hiermit wird der Anschein eines Comic-Strips erweckt. Dann wurden sie mit seinen typischen Motiven wie einem Strahlenbaby, Menschen, bellenden Hunden, Ufos, Fernsehern und Kreuzen gefüllt.
Haring betonte wiederholt, dass er seinen Subway-Werken bewusst keine Titel gegeben habe, um den Betrachtern keine vom Künstler vorgegebene Interpretation zu liefern. Seine Werke haben laut Haring nicht nur eine Bedeutung oder Interpretation, sondern sind so vielfältig wie die Menschen, die sie betrachten und sich mit ihnen auseinandersetzen. Die Formen, die seine Werke beinhalten, sind nicht fremd, sondern leicht erkennbar, sodass jeder Betrachter selbst ohne vorgegebenen Titel schnell eine eigene Assoziation entwickeln kann. Außerdem sind seine Motive in der New Yorker U-Bahn vor allem für ein vorbeilaufendes Publikum konzipiert, das schon durch ein flüchtiges Hinsehen den Bildaufbau begreifen kann.
Haring malte ohne Skizzen und Studien, schnell und spontan aus dem Gefühl heraus ohne Änderungen. So konnte er bis zu dreißig Subway Drawings am Tag schaffen, die sich von 1980 bis 1985 zu insgesamt etwa fünf- bis zehntausend angefertigten Bildern im New Yorker U-Bahn-System summierten. Seine Darstellungen wurden größtenteils von dem mit ihm befreundeten Fotografen Tseng Kwong Chi festgehalten.

### Durchbruch als Künstler
Im Oktober 1982 war seine erste Einzelausstellung in der Tony Shafrazi Gallery. Haring hatte bereits zuvor als Assistent bei Shafrazi gearbeitet und Erfahrung im kuratorischen Bereich gesammelt. Für die Ausstellung malte er zum ersten Mal seit längerer Zeit, da sich sein Schaffen zuvor aufs Zeichnen konzentriert hatte. Mit dem Graffitikünstler L.A. II bemalte er Reproduktionen berühmter Skulpturen wie eine Büste des David von Michelangelo. Daraus entstanden labyrinthische Bilder, in denen alle Zwischenräume ausgefüllt wurden, sodass ein Maximum an Information auf kleinster Fläche präsentiert werden konnte.

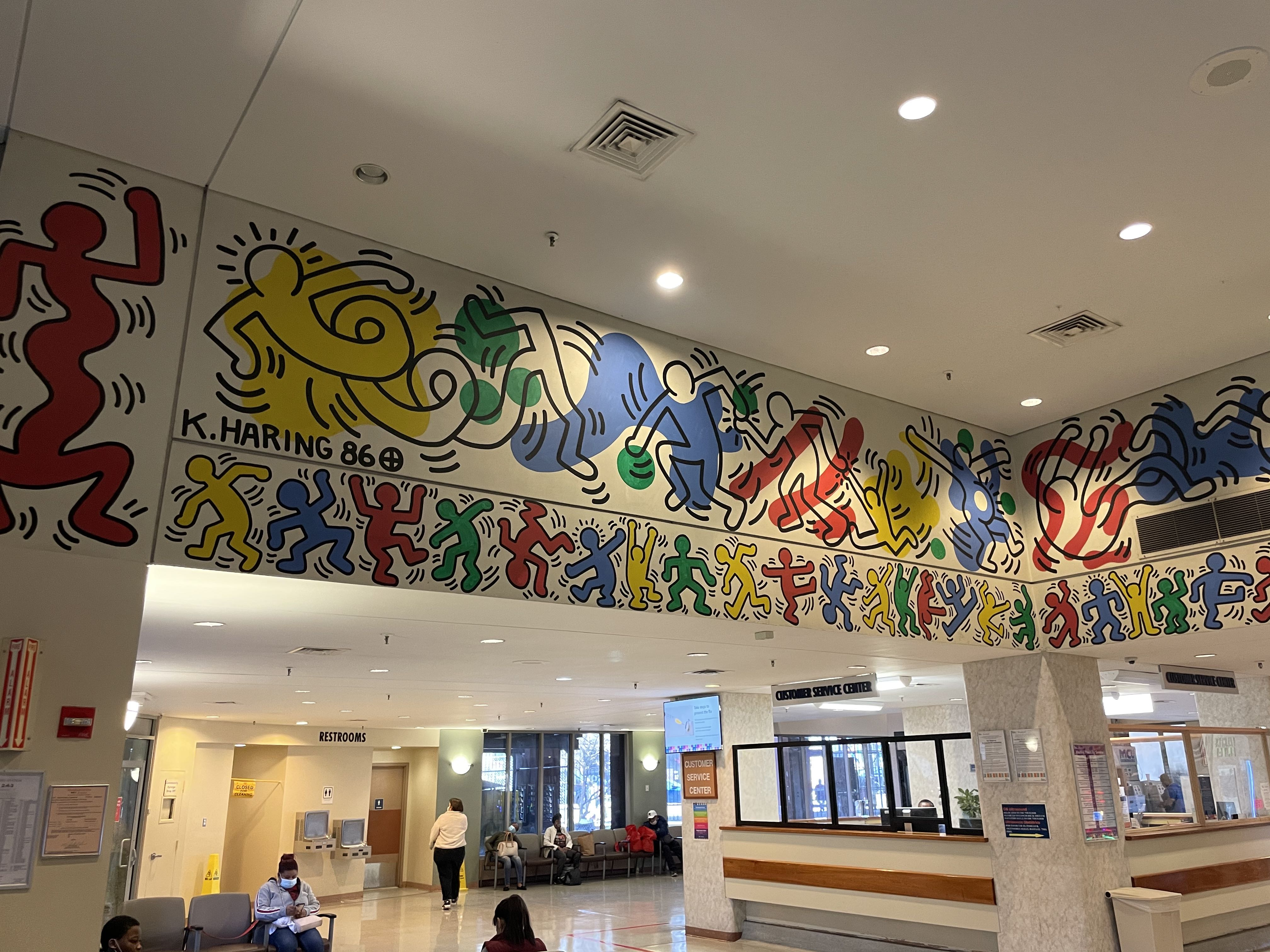
Wandbild von Keith Haring in der Lobby des Woodhull Medical Center, New York, 1986

Die Ausstellung ermöglichte Haring den internationalen Durchbruch: Er erhielt Einladungen nach Rotterdam und Amsterdam und nahm an der Documenta 7 in Kassel teil. Das Spectacolor Billboard am New Yorker Times Square bespielte einen Monat lang in regelmäßigen Abständen Animationen seiner Ikonen. 1983 beteiligte er sich an der Whitney Biennale und der Biennale von São Paulo. Er lernte Andy Warhol kennen und freundete sich mit ihm an. Für Warhol malte er eine Andy Mouse, die eine Mischung aus Warhol und Mickey Mouse verkörpern soll.
1984 bemalte er Wände in Sydney, Melbourne, Rio de Janeiro, Minneapolis und Manhattan; 1985 begann er auf Leinwand zu malen, zuvor hatte er entweder auf Papier oder Vinylplanen gemalt. Auf der Biennale 1985 in Paris malte Haring sein Werk an die Wand der Grande halle de la Villette.

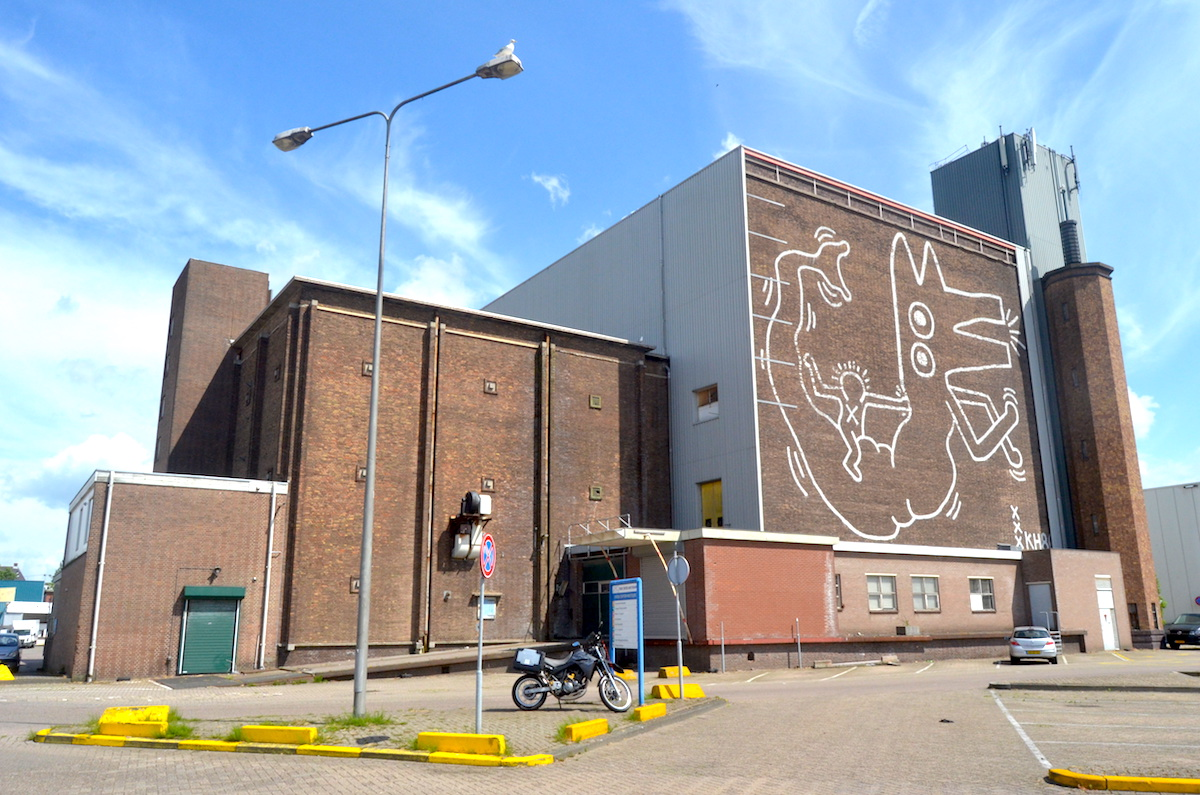
Centrale Markthallen in Amsterdam, 1986

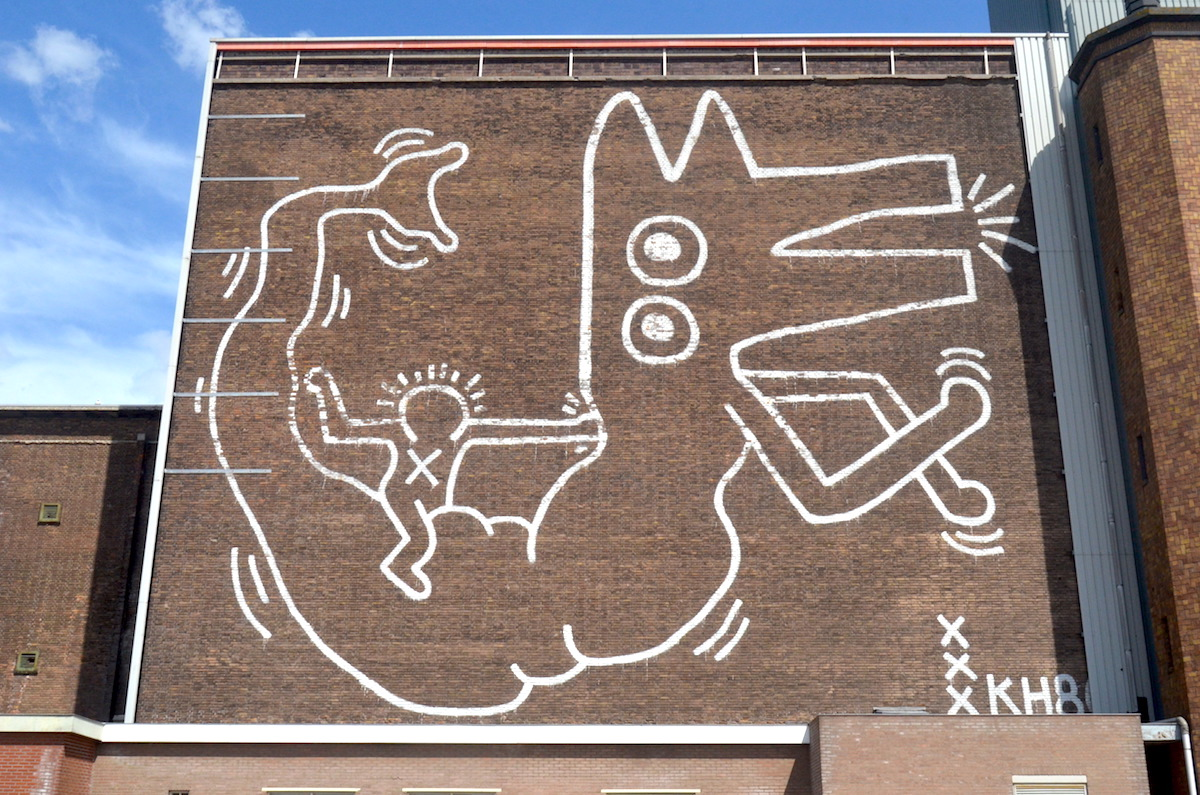
Centrale Markthallen in Amsterdam, 1986

Das CAPC Museum für zeitgenössische Kunst von Bordeaux war 1985 das erste Museum, das eine Einzelausstellung des damals 27-jährigen Keith Haring präsentierte. Im Folgejahr widmete ihm ein zweites europäisches Museum von Weltrang, das Stedelijk Museum in Amsterdam, eine Einzelausstellung. Auf einer Papierbahn, die entlang der Wände des Museums gespannt war, malte er als Teil der Ausstellung Amsterdam Notes. Die 38 Meter lange schwarze Tuschezeichnung mit rotem Acrylfarbenrand gilt as eines seiner größten Museumsstücke.

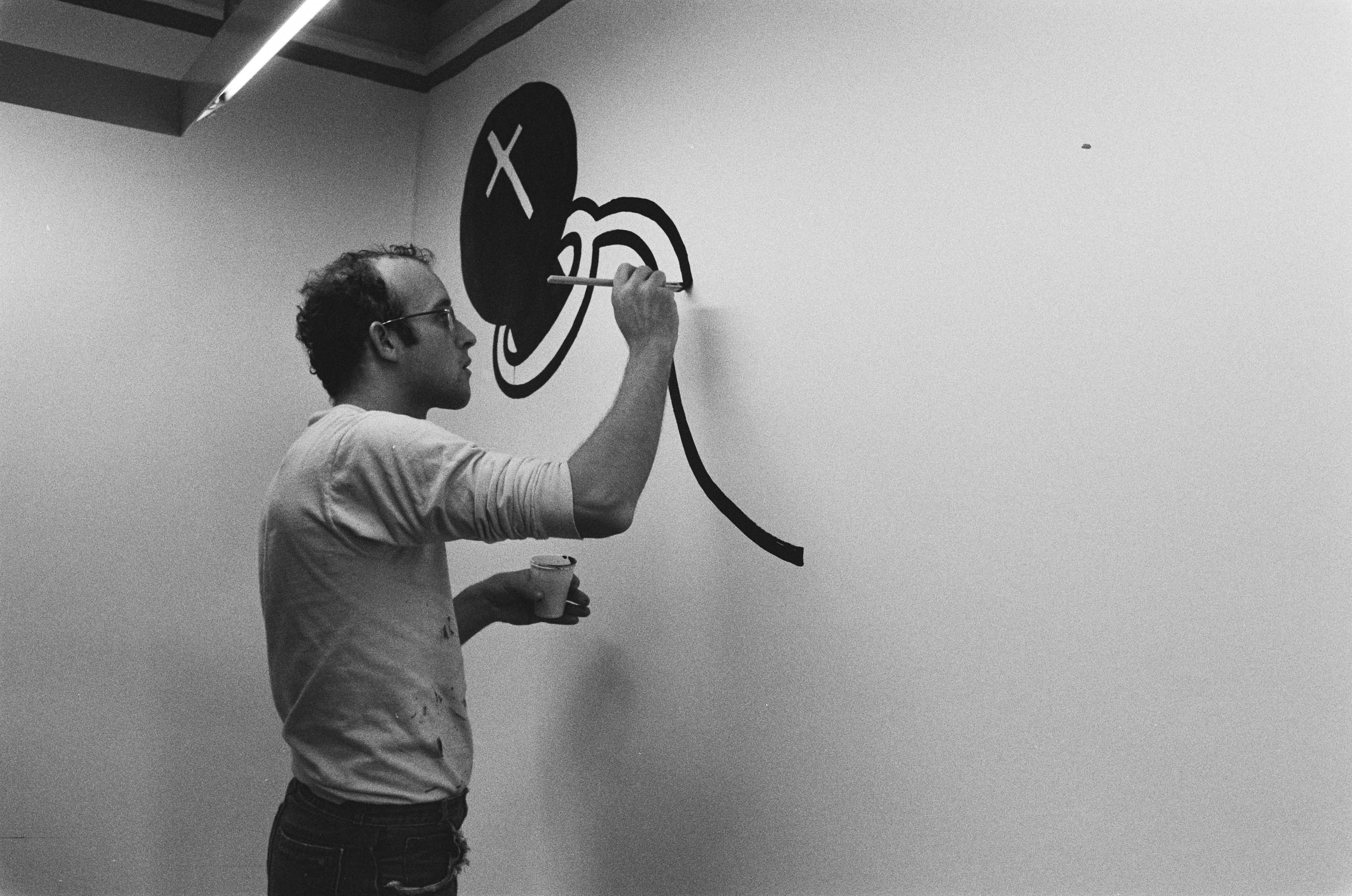
Keith Haring, bei der Arbeit an Amsterdam Notes…
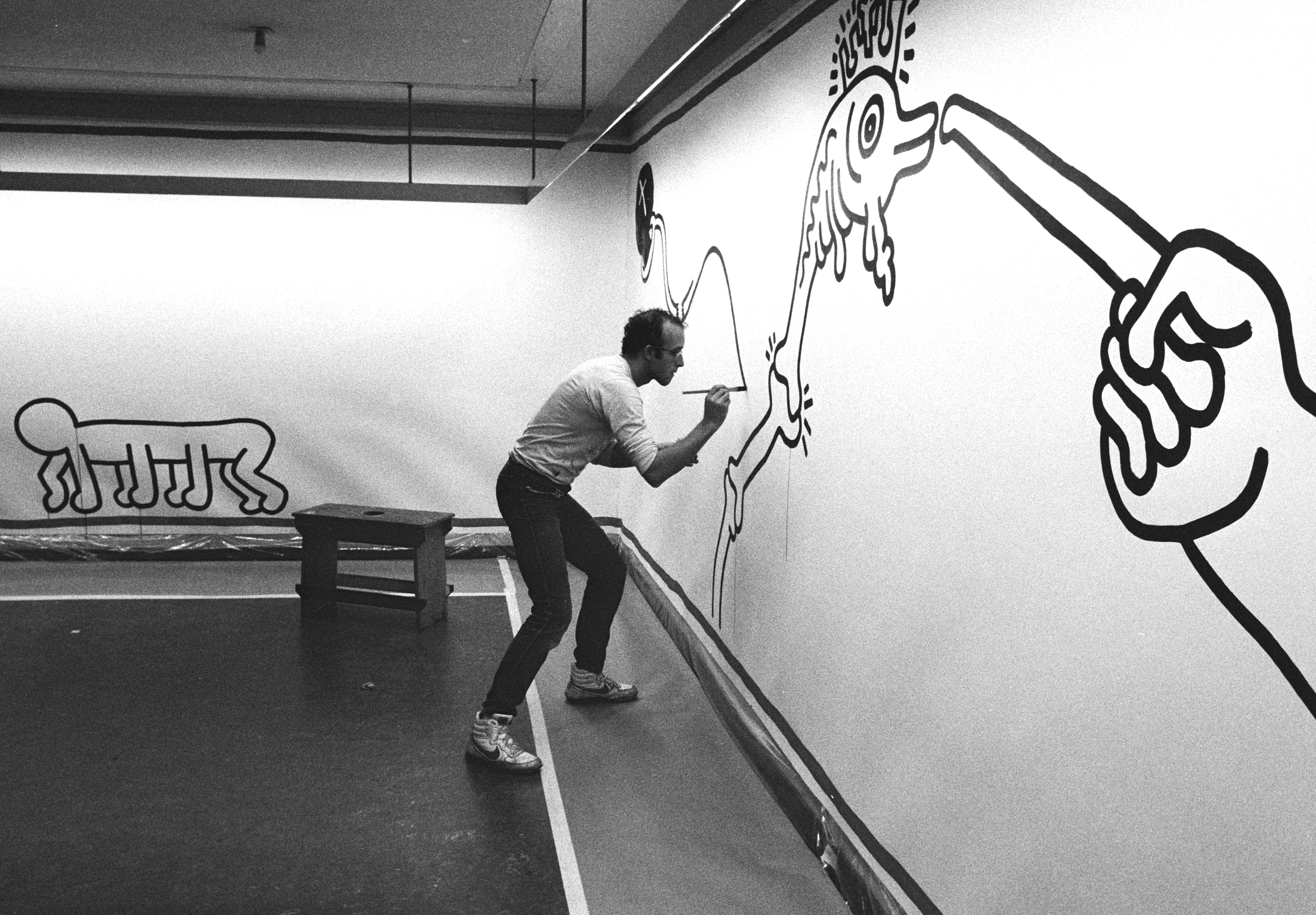
Im Stedelijk Museum in Amsterdam, 1986

Zu seinen bekannten öffentlichen Wandgemälden gehört das in New York anlässlich des 100. Jahrestags der Freiheitsstatue im Jahr 1986 entstandene, an dem neunhundert Kinder teilnahmen. Im gleichen Jahr entstand sein Werk auf der Westseite der Berliner Mauer.
1986 eröffnete er in SoHo in New York den Pop Shop, einen Laden, in dem seine Werke und Vervielfältigungen verkauft wurden. Das Geschäft wurde 2005 geschlossen. Er bemalte Wände in Amsterdam, Paris, Phoenix und am 26. Oktober 1986 in Berlin am Checkpoint Charlie. Für ihr Video I’m not Perfect und den Film Vamp bemalte er den Körper von Grace Jones.

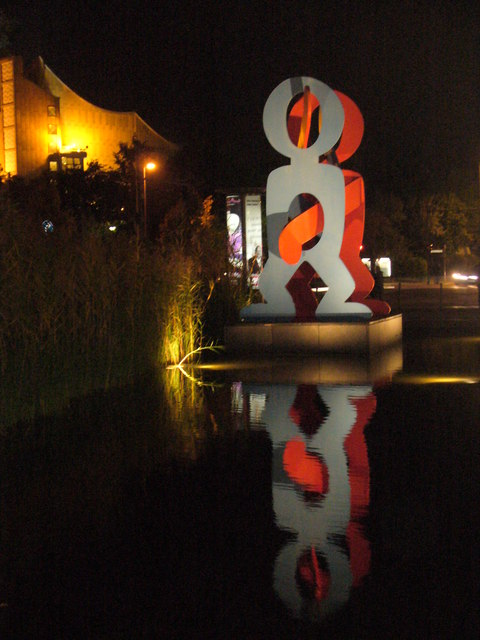
In der Nacht: The Boxers, 1987, Stahlskulptur, Potsdamer Platz, Berlin

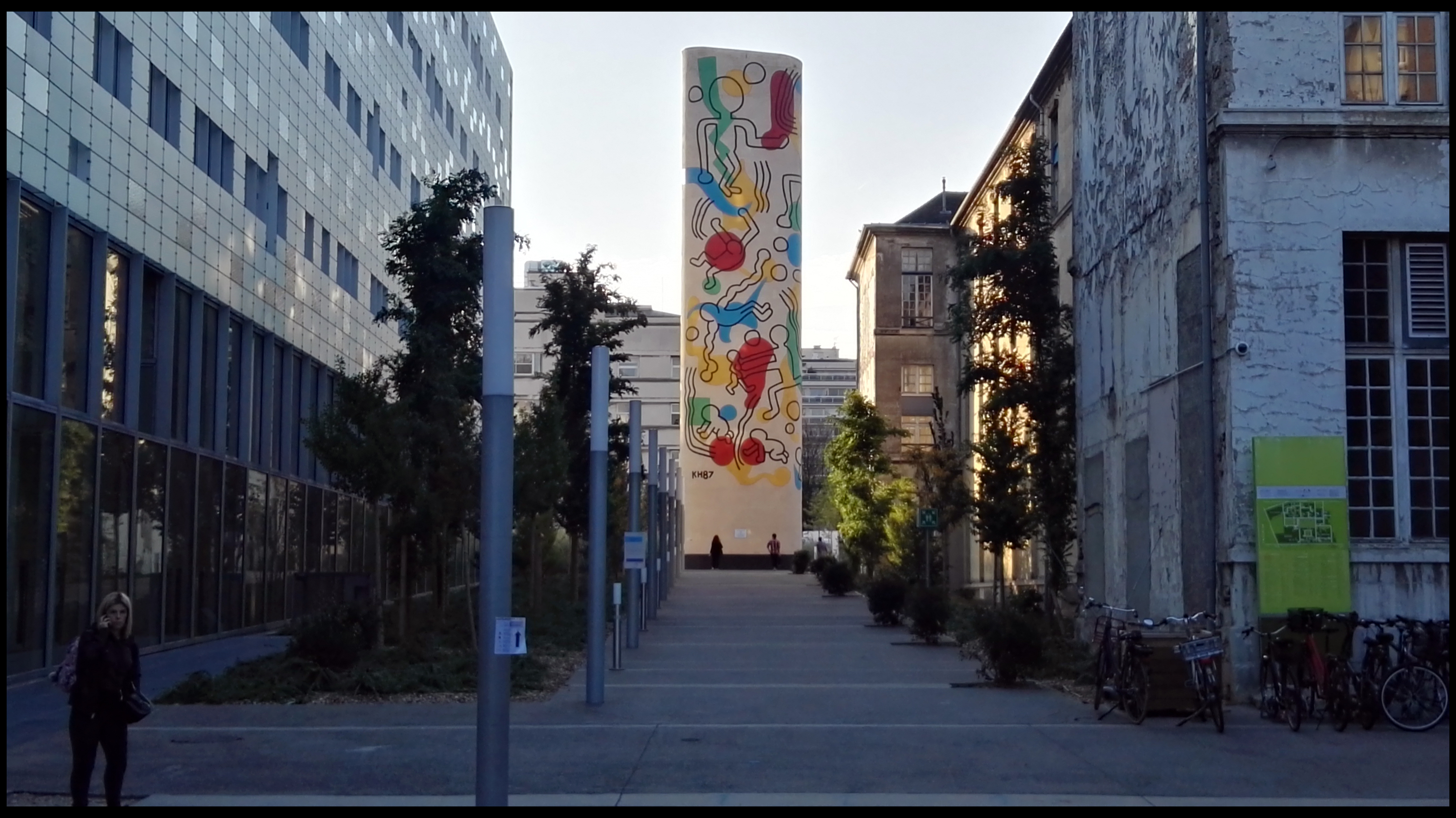
Tour Keith Haring im Hôpital Necker–Enfants malades, 1987

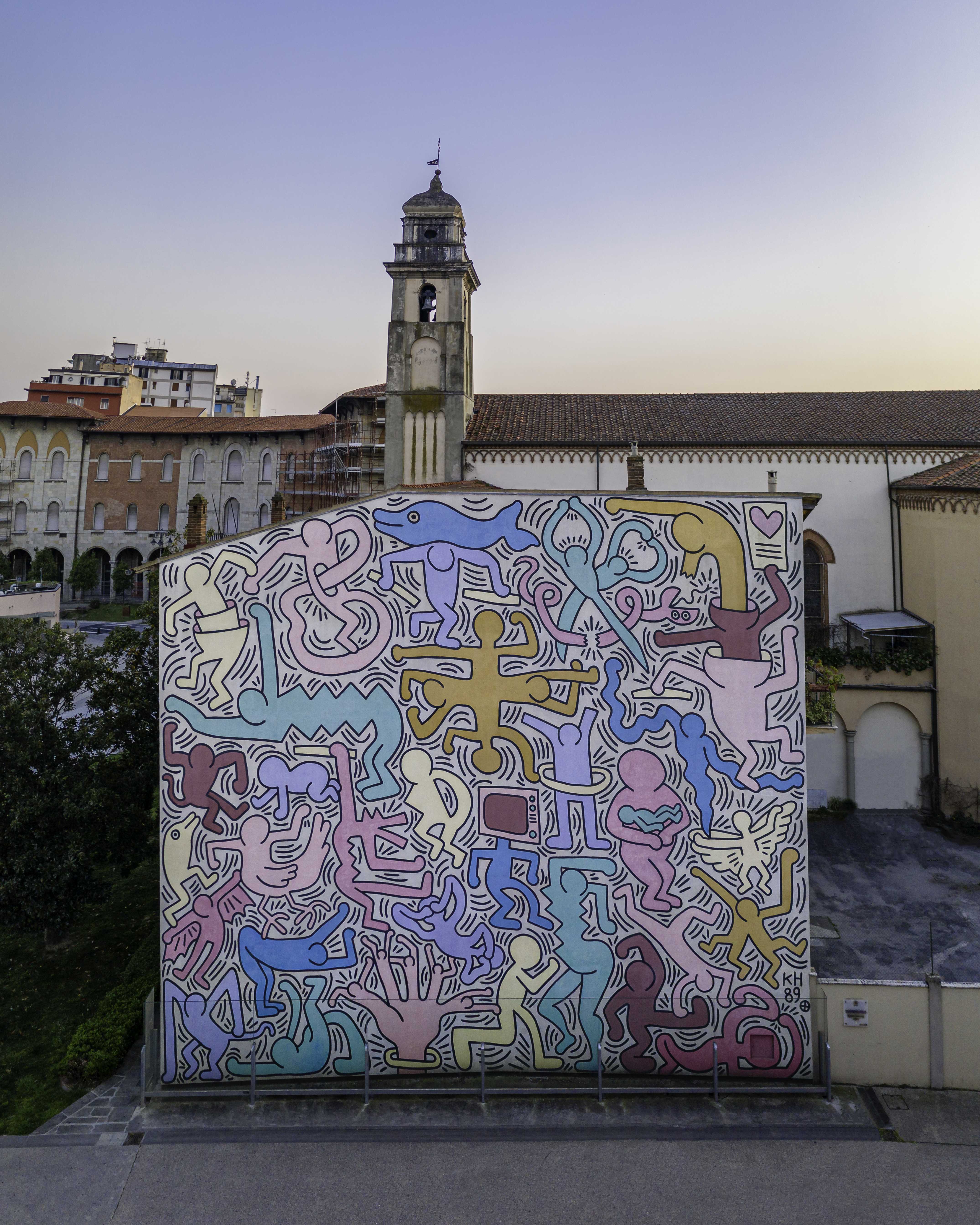
Tuttomondo, 1989, Wandgemälde, Chiesa di Sant’Antonio, Pisa

Auf dem Turm der Nottreppe der chirurgischen Klinik im Innenhof des Hôpital Necker–Enfants malades in Paris schuf Haring 1987 ein monumentales Fresko, das den Namen Tour Keith Haring trägt. 1987 hatte er Einzelausstellungen unter anderem in Helsinki und Antwerpen. Im selben Jahr zeichnete er das Cover der Benefiz-Weihnachtsplatte A Very Special Christmas zugunsten der Special Olympics.
Zu den letzten öffentlichen Wandgemälden, die Haring 1989 vor seinem Tod realisierte, zählt Tuttomondo. Das Werk befindet sich an der rückseitigen Außenwand der Kirche Sant’Antonio Abate in Pisa. Es hat eine Länge von 10 Metern und eine Breite von 18 Metern bei einer Fläche von 140 Quadratmetern.
Ein Jahr nachdem bei ihm AIDS diagnostiziert worden war, malte Haring 1989 als Hommage an den 20. Jahrestag der Stonewall-Unruhen sein Fresko Once Upon a Time auf die Wände der Männertoilette des LGBT-Zentrums Lesbian Gay Bisexual & Transgender Community Center in Manhattan. Das hochpolitische Werk hat alle Zerstörungsversuche überlebt und ist noch immer am selben Ort zu sehen.

### Vorgehensweise und Stil
Keith Haring gehört mit seiner Kunst im öffentlichen Raum, der gängige Regeln übertrat, zu den Kultkünstlern der 1980er Jahre. Mit Linien und Symbolen entwickelte er seine eigene Bildsprache, die unverkennbar und unnachahmlich zu seinem Markenzeichen wurde. Mit schlichten Zeichnungen und ihrer eigenen Kommunikation reagierte er auf brisante Themen seiner Zeit. Seine beißende politische Kritik hatte ihn in der New Yorker Popkunst berühmt gemacht.

### Erkrankung und Tod
Haring engagierte sich mit seiner Kunst bei verschiedenen Benefiz-Aktionen gegen AIDS. Noch vor 1988, als bei ihm selbst die Immunschwächekrankheit diagnostiziert wurde, verarbeitete er die Thematik bereits in Werken wie AIDS aus dem Jahr 1985. Zusammen mit Kindern bemalte er Wände in Chicago und Atlanta. 1989 engagierte er sich in der Widespread-Kampagne für die AIDS-Vorsorge und wirkte in Rosa von Praunheims preisgekröntem Film Schweigen = Tod über den Kampf von Künstlern in New York City für AIDS-Aufklärung und die Rechte von Infizierten und Erkrankten mit. Die gemeinnützige The Keith Haring Foundation wurde von ihm noch zu Lebzeiten gegründet, und in der Galerie 121 in Antwerpen fand eine Ausstellung statt. Haring starb 1990 im Alter von 31 Jahren an den Folgen seiner Erkrankung. Noch kurz vor seinem Tod malte er einige Bilder, die sich mit dem Tod beschäftigen.

## Postume Würdigung

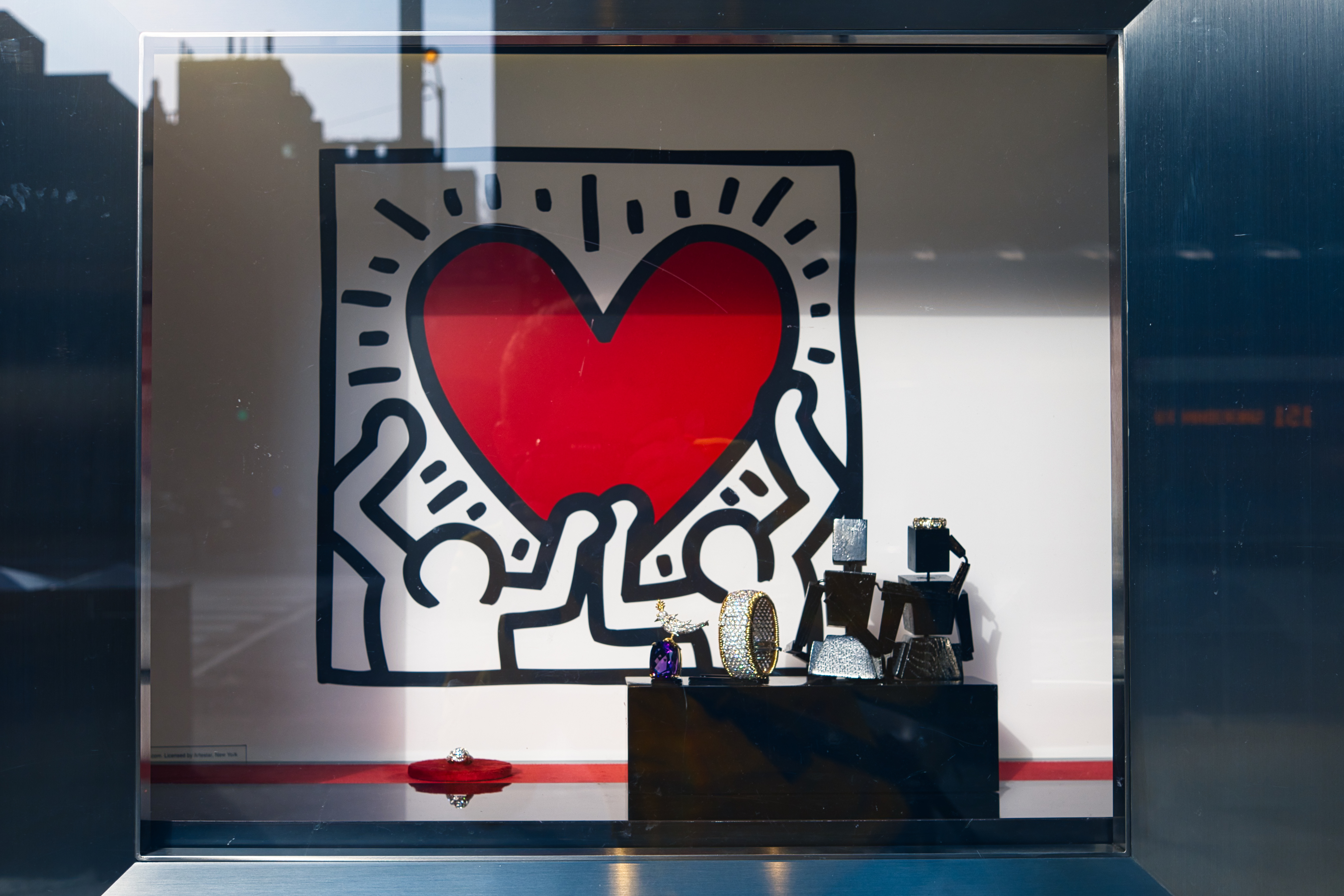
Heart for two in einem Schaufenster an der North Michigan Avenue, Chicago

1991 schrieb der US-amerikanische Kulturjournalist und Biograf John Gruen Harings Lebensgeschichte Keith Haring: The Authorized Biography, erschienen 1991 bei Simon and Schuster, New York. In dem 2008 von der Regisseurin Christina Clausen gedrehten Dokumentarfilm The Universe of Keith Haring sind Tonaufnahmen von Interviews mit Haring enthalten (auch in deutscher Übersetzung). In dem Film wirkten unter anderem Madonna und Andy Warhol mit. Der Film zeigt ebenfalls, dass Keith Haring zeitlebens mit schwarzen Graffitikünstlern zusammenarbeitete, zu dieser Zeit noch sehr ungewöhnlich, etwa mit Fred Brathwaite, vor allem aber sechs Jahre lang mit Angel Ortiz aka LA II, sowie mit dem Tänzer Bill T. Jones. Haring lebte das Prinzip der Diversität, das sich auch in seinen politischen Arbeiten Ausdruck verschafft, die unmissverständlich gegen Rassismus und Homophobie Stellung beziehen. Nach seinem Tod wurden Harings Werke weltweit in mehr als 70 Einzelausstellungen präsentiert.

## Ausstellungen (Auswahl)
Einzelausstellungen zu Lebzeiten
- 1985: Keith Haring im CAPC Museum für zeitgenössische Kunst von Bordeaux, mit einer Arbeit im Aufzugsschacht als Geschenk des Künstlers
- 1986: Keith Haring im Stedelijk Museum, Amsterdam

Einzelausstellungen postum
- 1996–1997: Keith Haring im Museum of Contemporary Art Australia[28]
- 1997: Keith Haring im Whitney Museum of American Art, New York
- 1998: Keith Haring im San Francisco Museum of Modern Art
- 2019: Keith Haring in Tate Liverpool + RIBA North Exhibition[29]
- 2001–2002: Keith Haring: Heaven and Hell im ZKM Museum für Neue Kunst, Karlsruhe[30]
- 2022: Keith Haring: Grace House Mural in Schunk Museum, Herleen[31]
- 2023: Keith Haring – Art Is for Everybody in The Broad, Los Angeles[32]
- 2023: Keith Haring. Amsterdam Notes im Stedelijk Museum, Amsterdam[33]
- 2024–2025: Andy Warhol & Keith Haring. Party of Life im Museum Brandhorst, München[34]

### Retrospektive 2013 im Centquatre-Paris
Das Festival Future en Seine zeigte 2013 im Centquatre-Paris an der Rue d'Aubervilliers 104 eine Retrospektive mit Werken von Keith Haring.

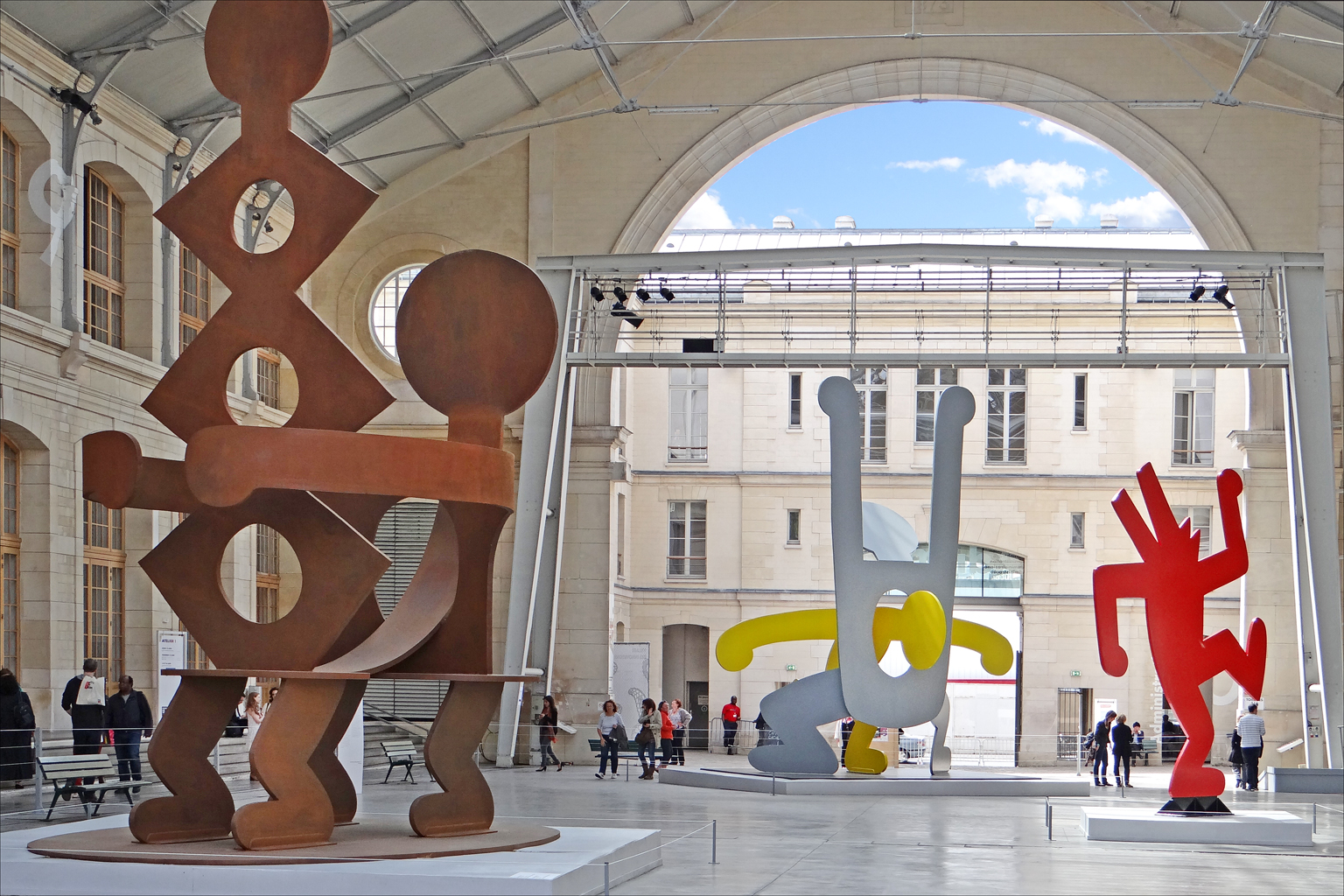
Keith Haring, 2013
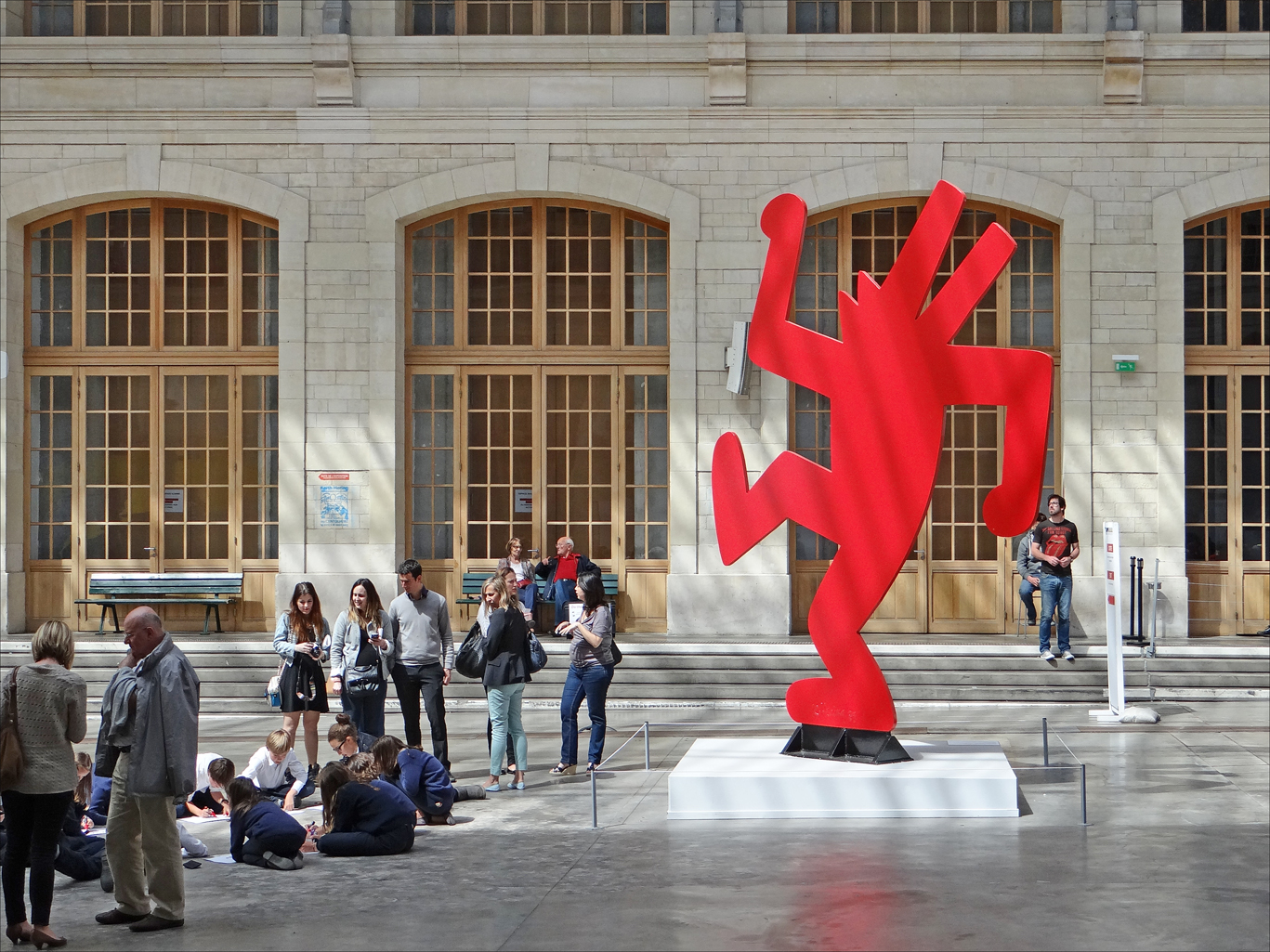
Im Centquatre
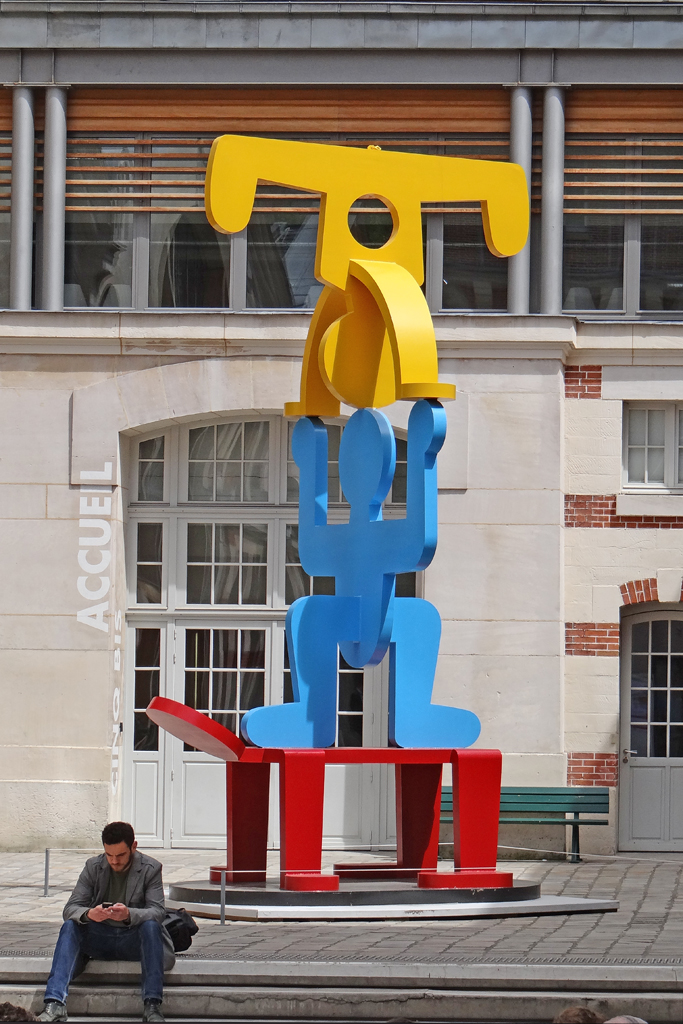
Am Festival Futur en Seine
Im Musée d’art moderne de la Ville de Paris

Im Jahr 2018 wäre Keith Haring 60 Jahre alt geworden. Die Albertina würdigte sein Lebenswerk mit der Ausstellung Keith Haring. The Alphabet.

## Werke

### Im öffentlichen Raum (Auswahl)

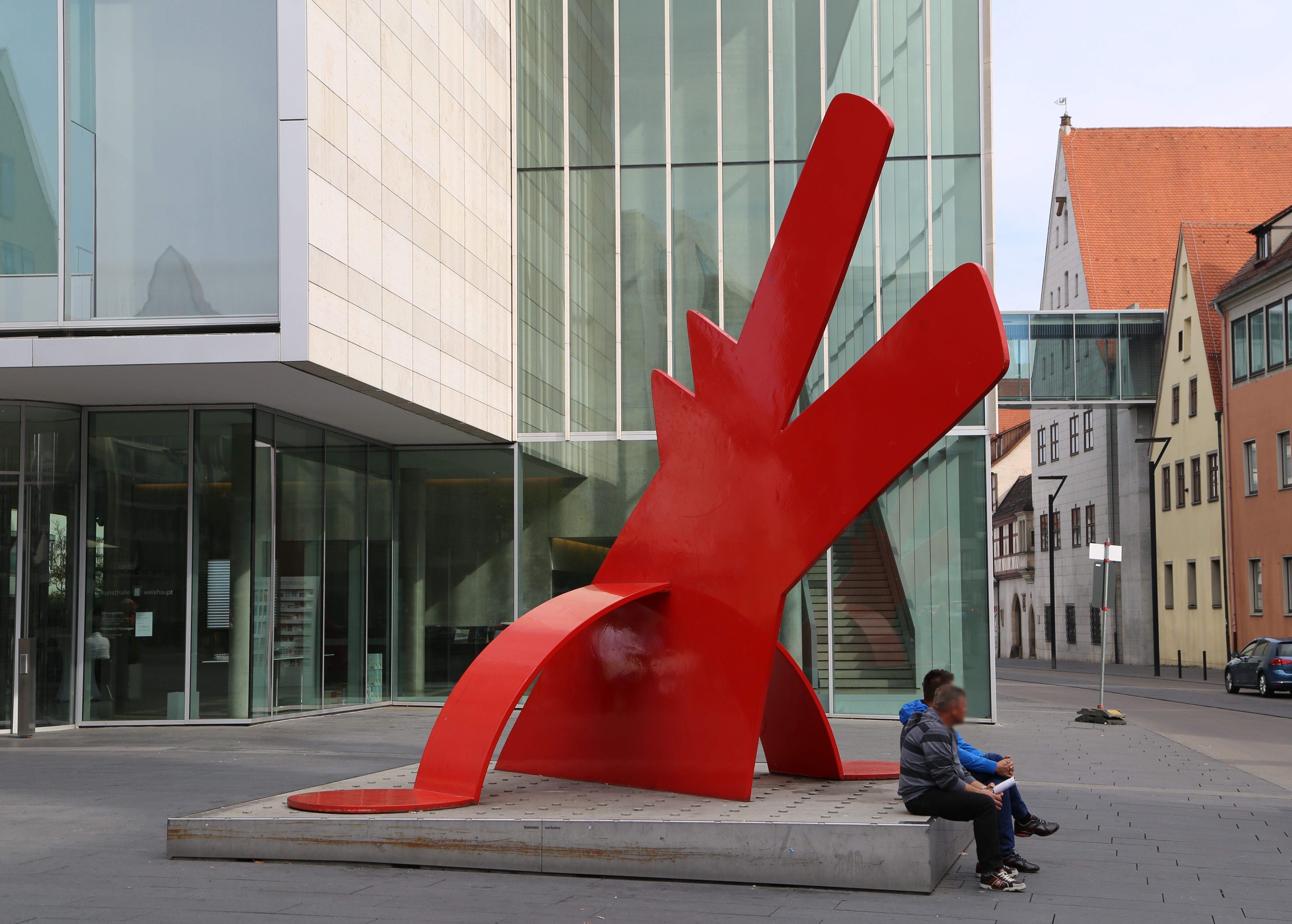
Red Dog, 1985, Stahlskulptur vor der Kunsthalle Weishaupt, Ulm
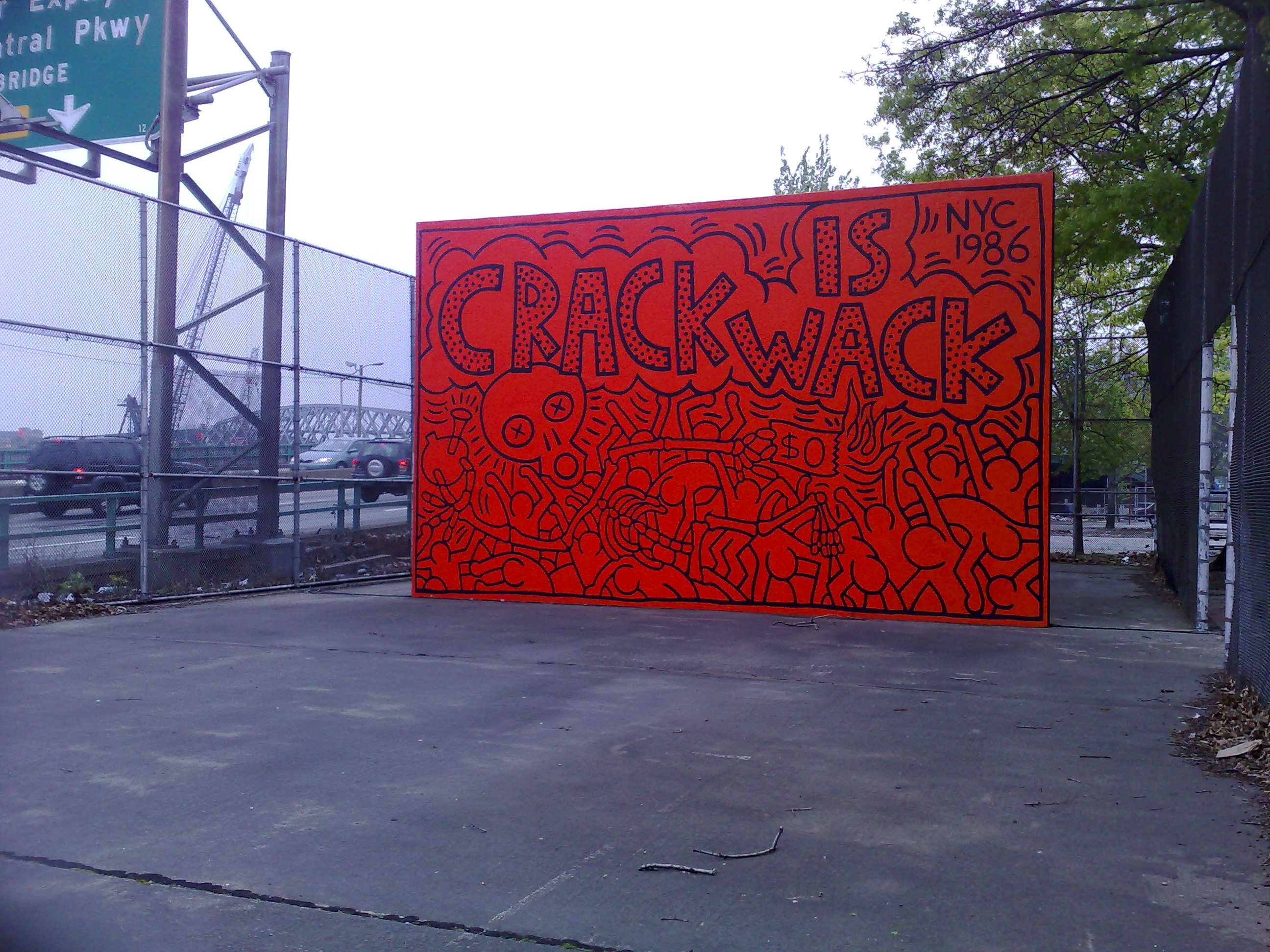
Crack is wack, 1986, beim Harlem River Drive in East Harlem
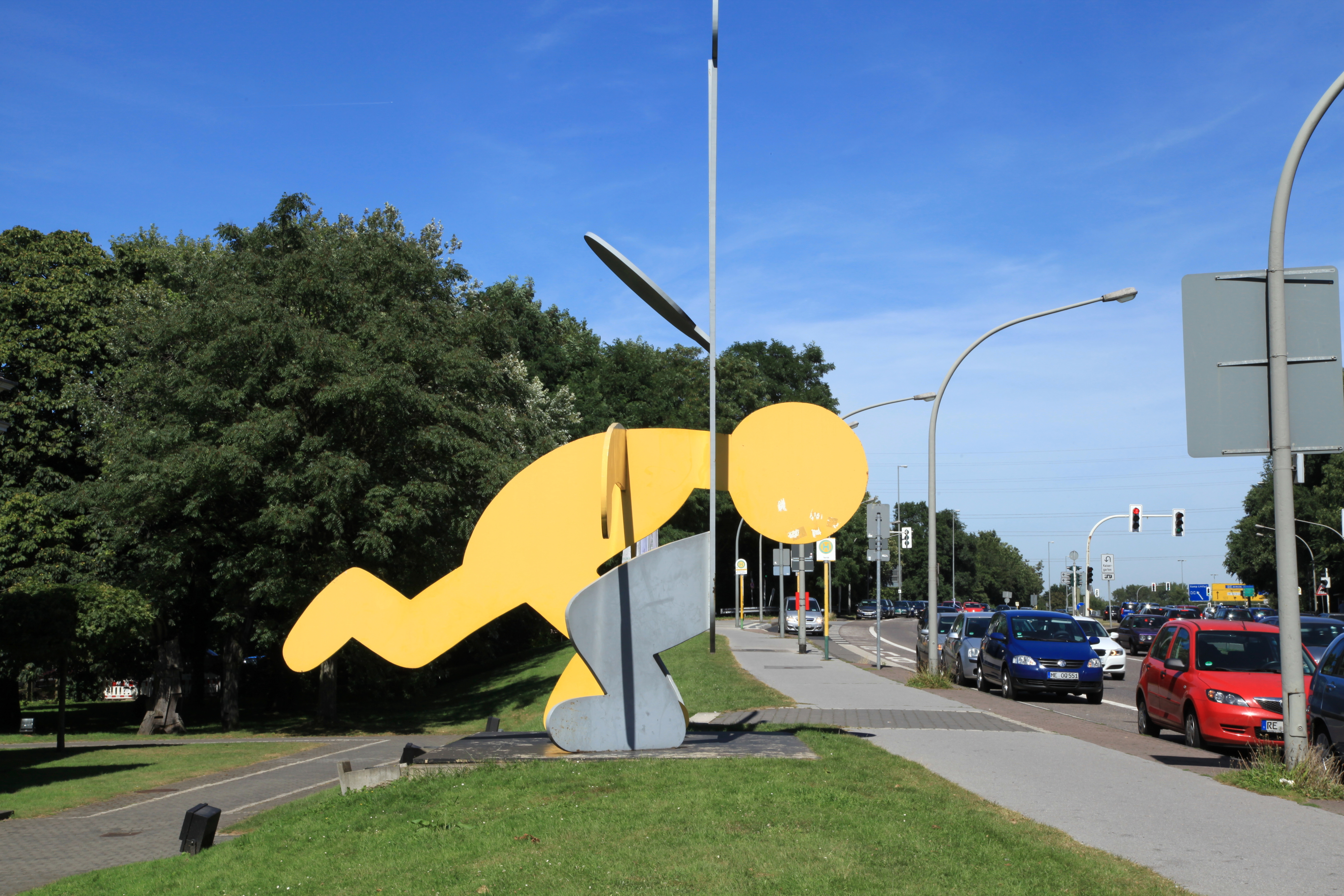
Head through belly, 1987–1989, Kaisergarten, Oberhausen
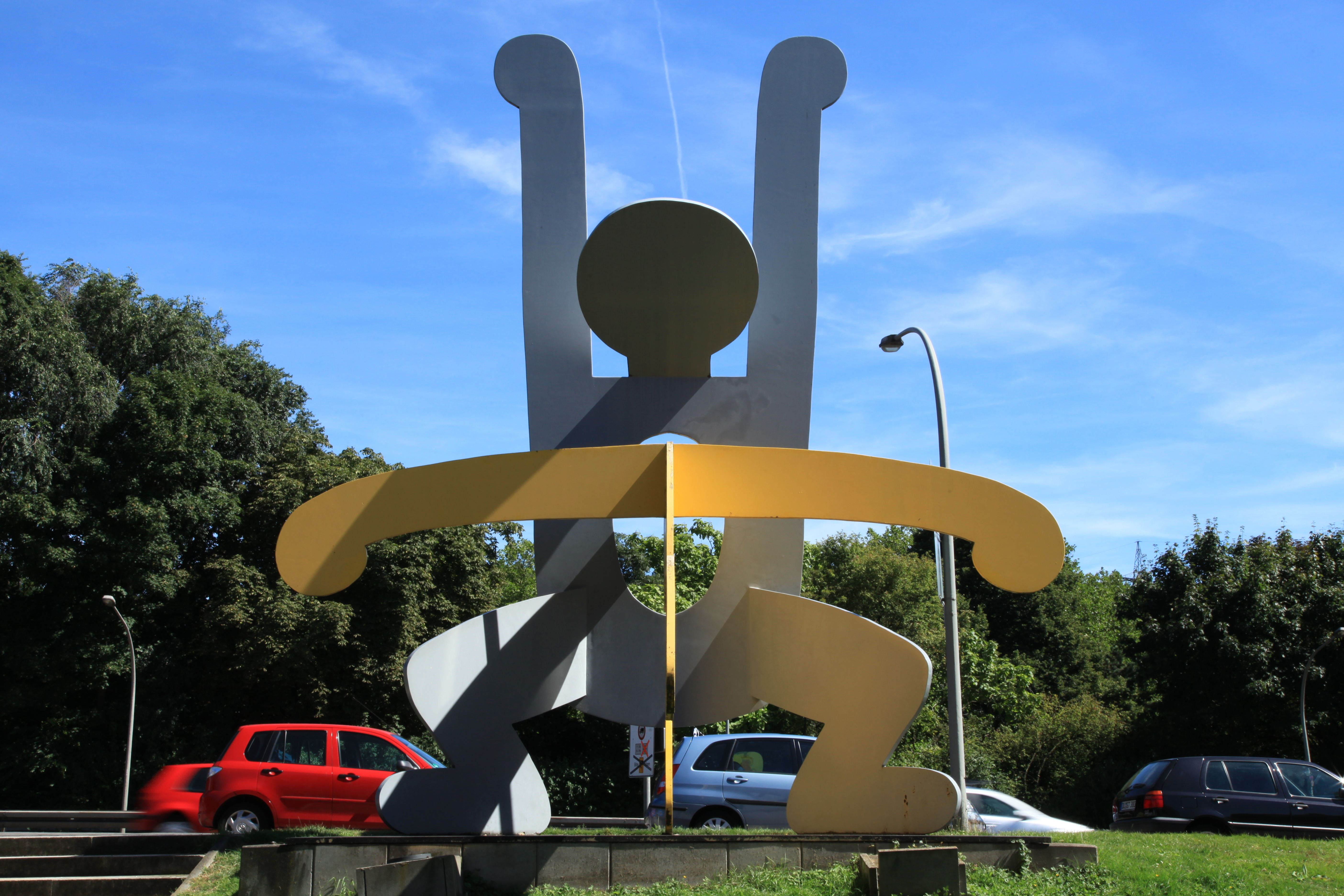
Head through belly
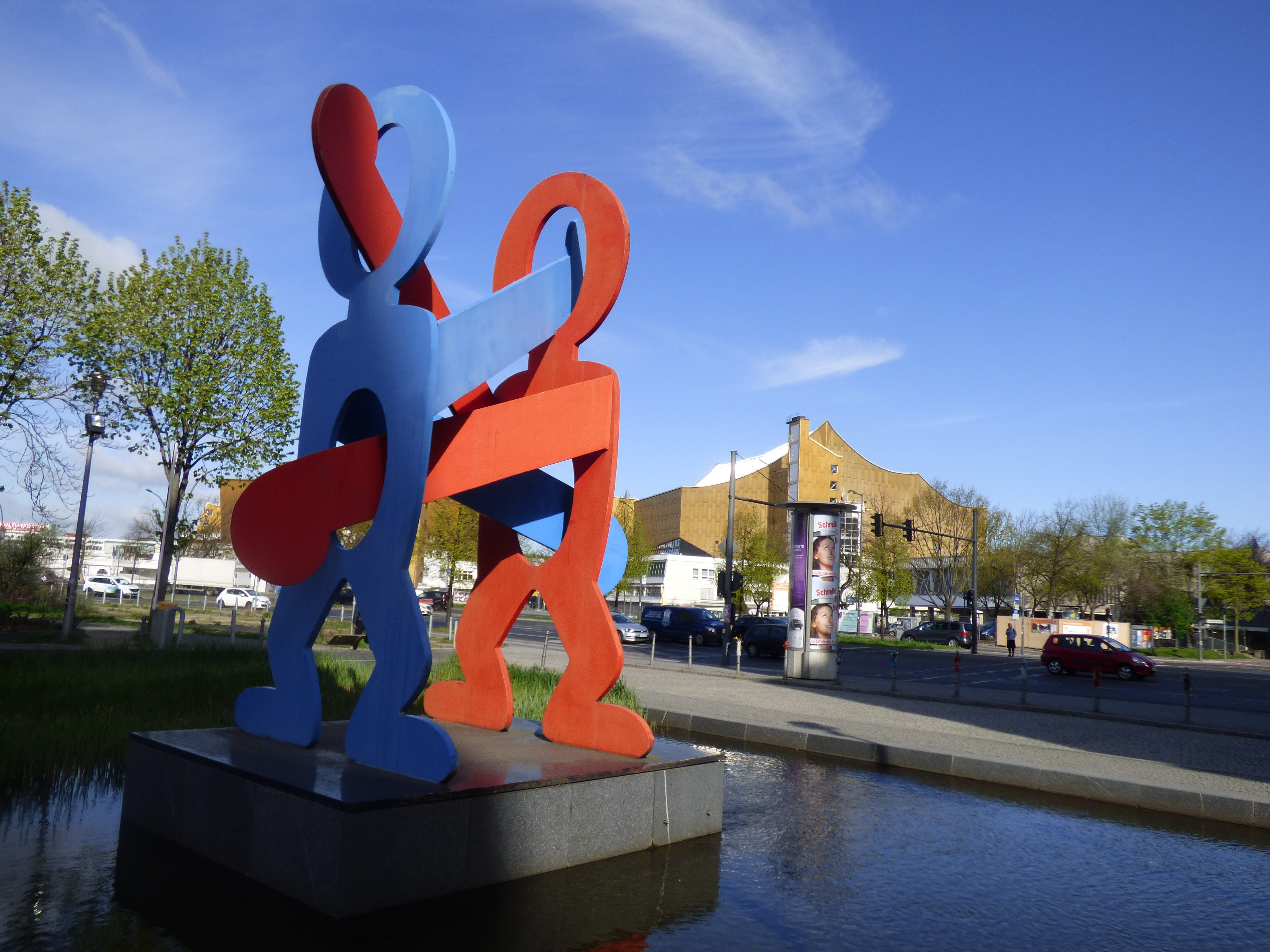
The Boxers, 1987, Stahlskulptur, Potsdamer Platz, Berlin
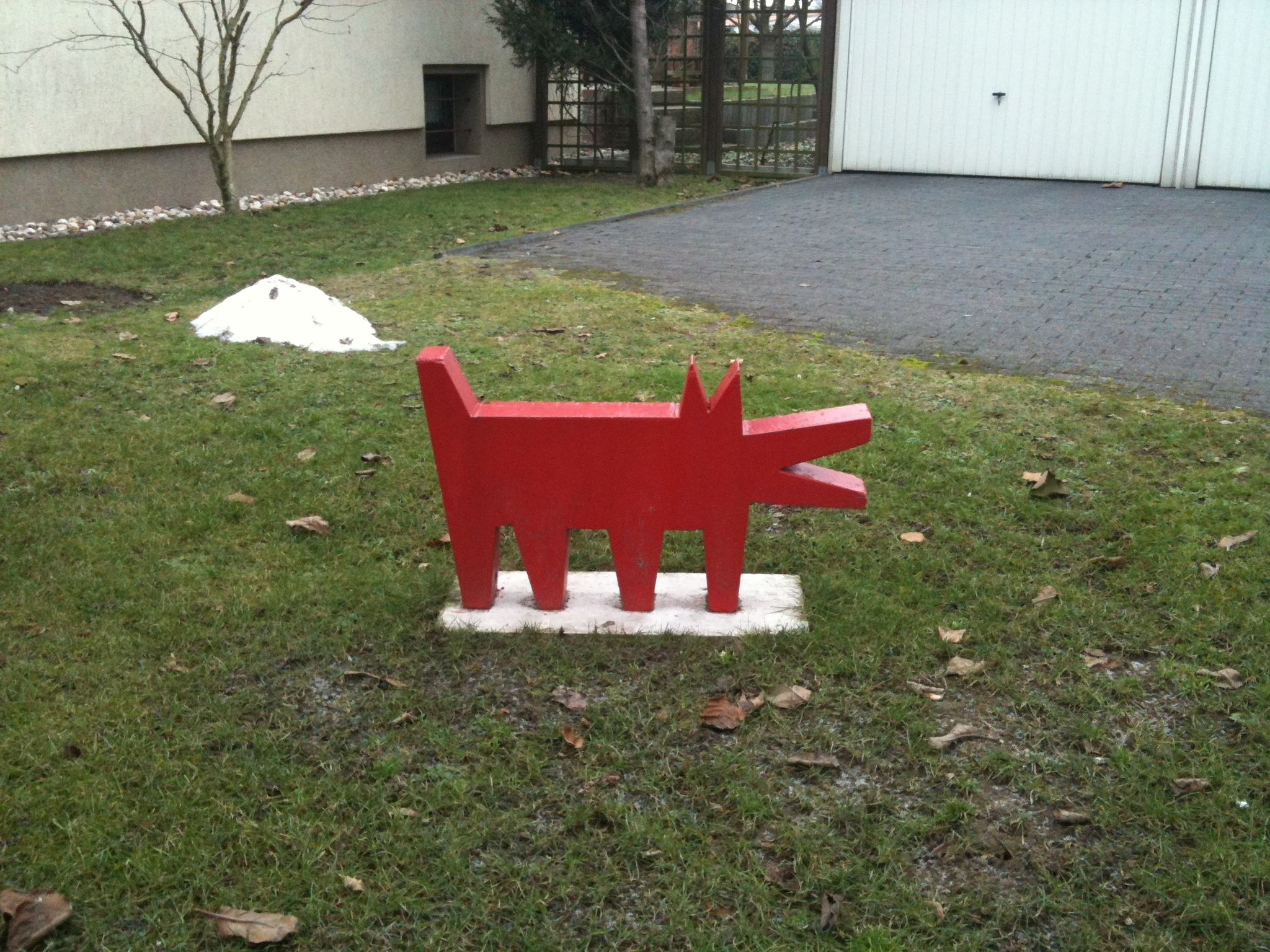
Bellender Hund, Dortmund
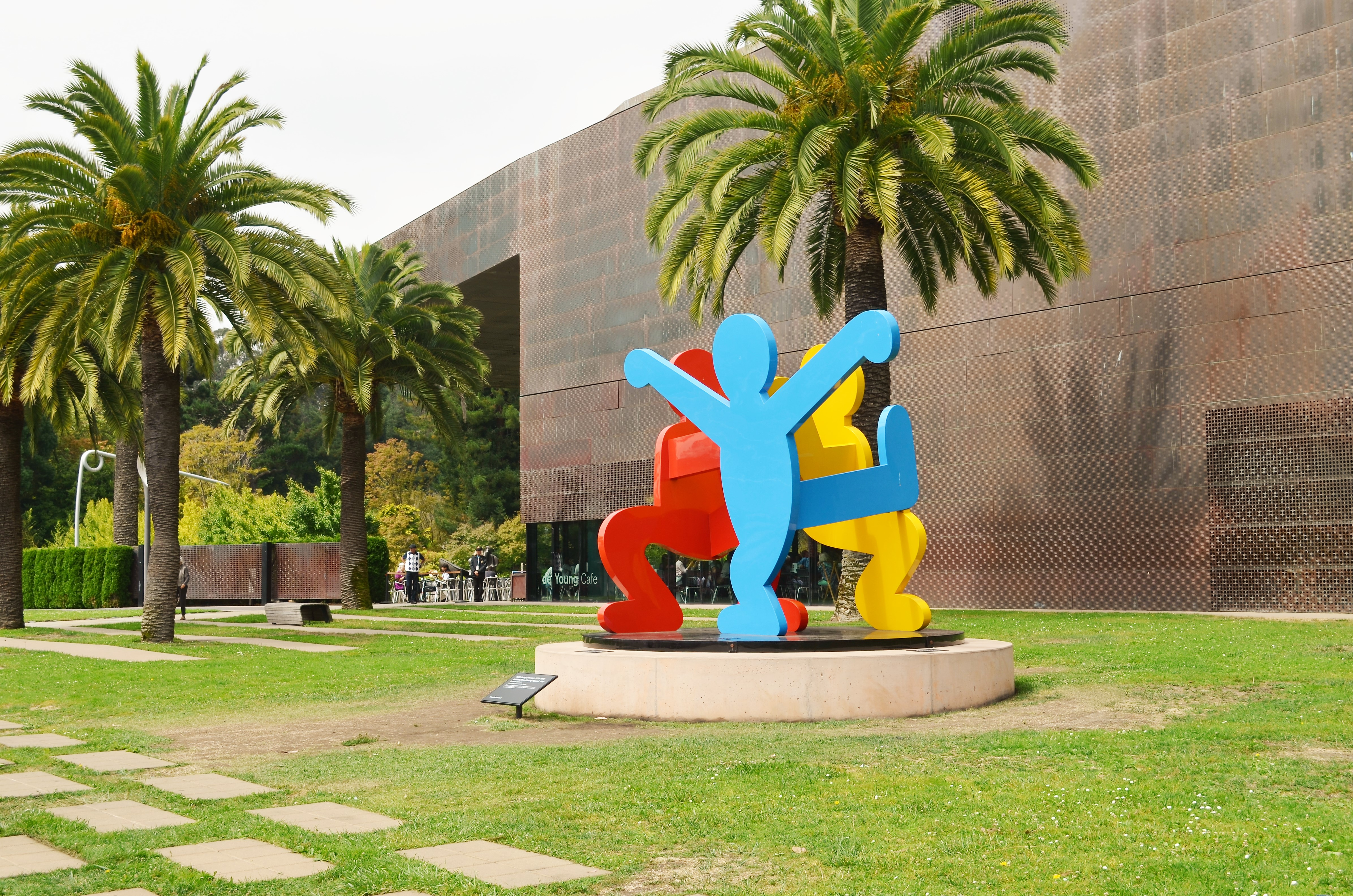
Three Dancing Figures, 1989, De Young Museum
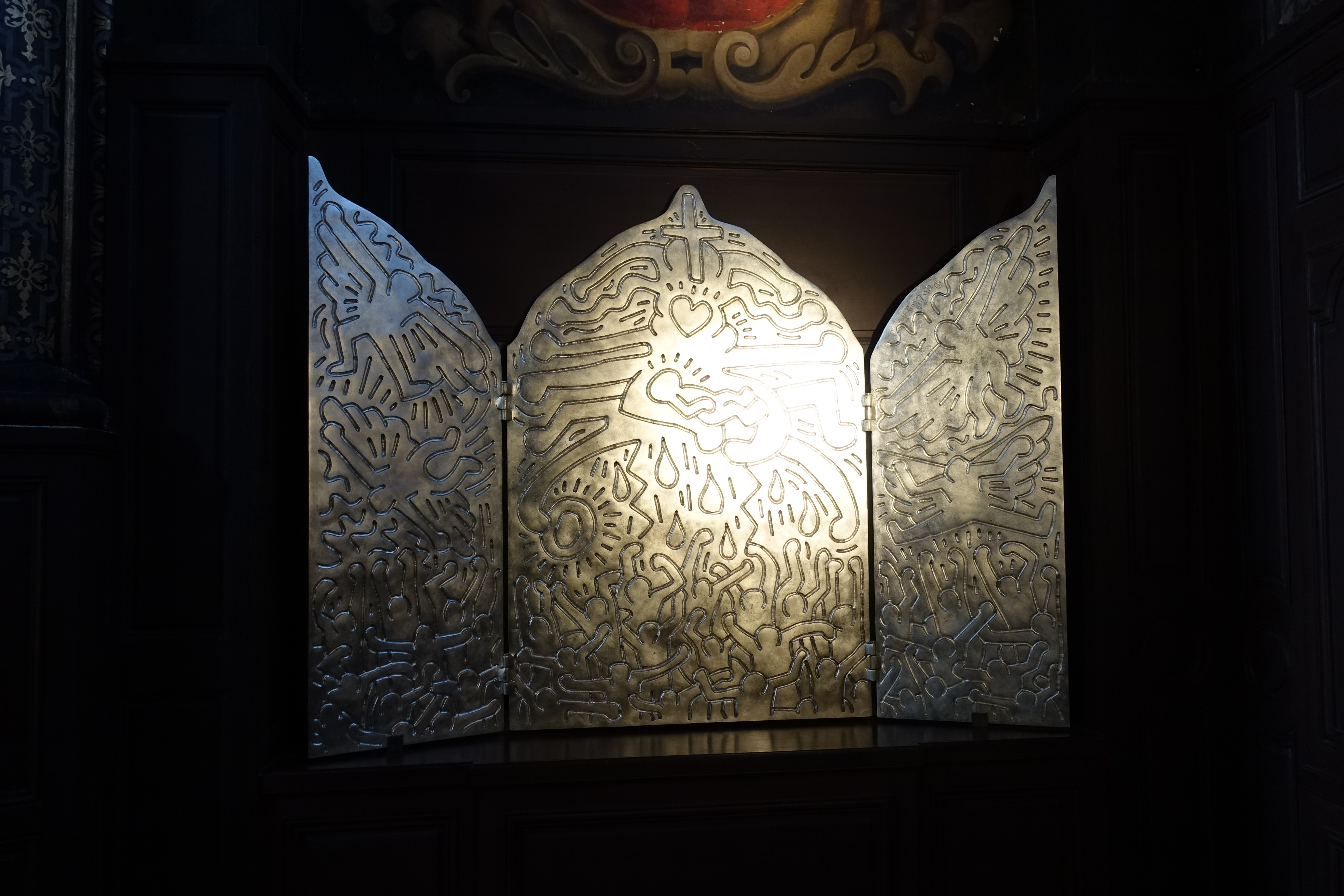
Life of Christ, 1990, Eglise Saint-Eustache, Paris

### In öffentlichen Sammlungen
Australien

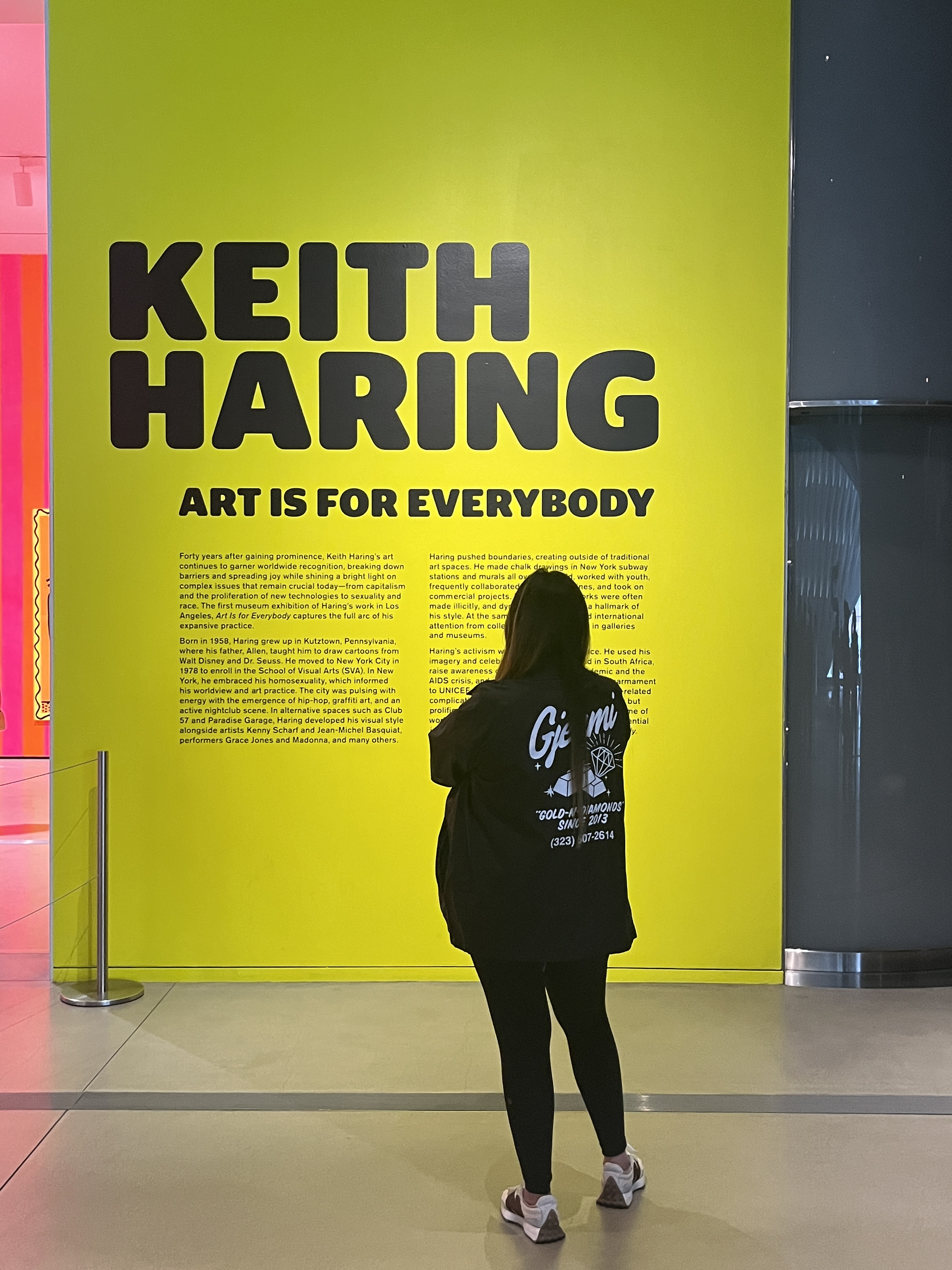
Keith Haring – Art Is for Everybody, Ausstellung in The Broad, Los Angeles, Juli 2023

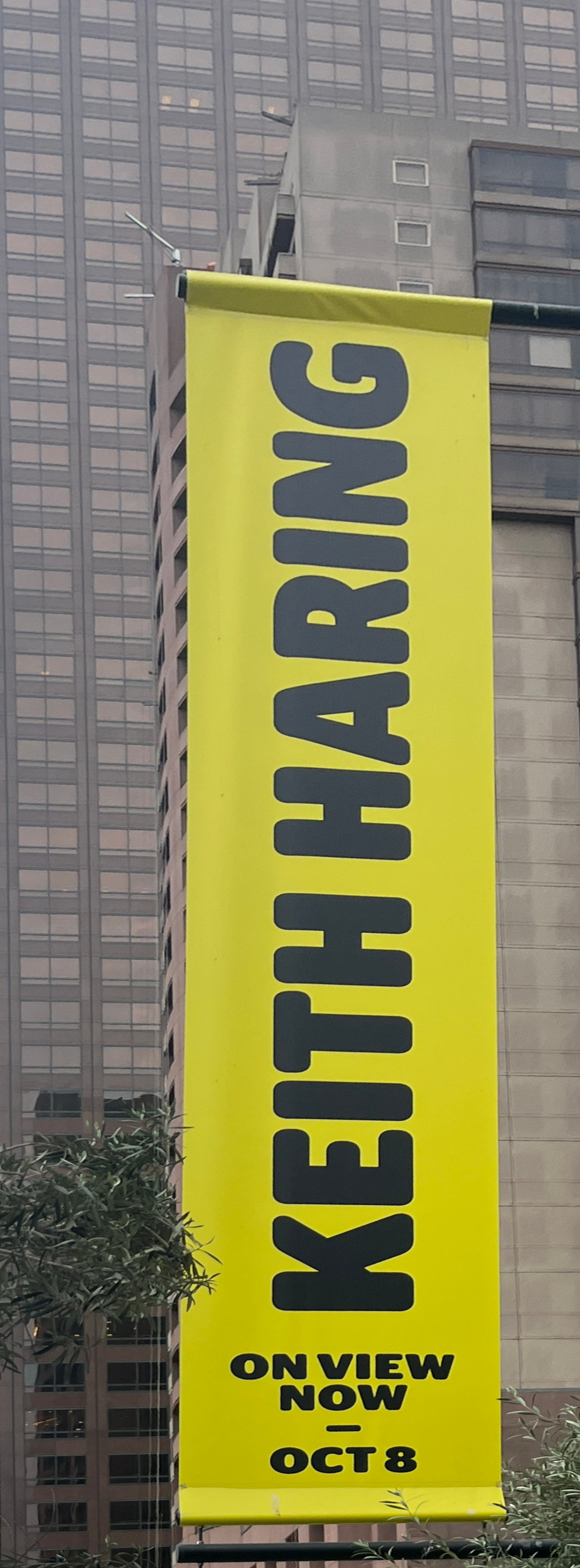
Keith Haring – Art Is for Everybody, The Broad, 2023

- Museum of Contemporary Art Sydney – MCA, Sydney, NSW

Belgien
- Museum van Hedendaagse Kunst Antwerpen (MuHKA), Antwerpen

Dänemark
- Museet for Samtidskunst, Roskilde

Deutschland
- Ludwig Forum für Internationale Kunst, Aachen
- Daimler Contemporary, Berlin
- Hamburger Bahnhof – Museum für Gegenwart, Berlin
- Kupferstichkabinett, Berlin
- Museum Folkwang, Essen
- Kunstpalais Erlangen, Erlangen
- ZKM, Karlsruhe
- Kolumba, Köln
- Kunsthalle Weishaupt, Ulm
- Neues Museum Weimar, Weimar
- Museum am Dom, Würzburg
- Museum Villa Haiss, Zell a.H.
- Museum Brandhorst, München

Frankreich
- CAPC – Musée d’art contemporain, Bordeaux
- MAMAC – Musee d’Art Moderne et d’Art Contemporain Nice, Nizza

Italien
- Reggia di Caserta, Sammlung Terrae Motus
- Ca’la Ghironda – Museo d’Arte Classica, Moderna e Contemporanea, Zola Predosa (BO)

Japan
- Nakamura Keith Haring Collection, Hokuto (Yamanashi)

Kanada
- National Gallery of Canada – Musée des beaux-arts du Canada, Ottawa, ON

Österreich
- Lentos Kunstmuseum Linz, Linz
- Swarovski Kristallwelten, Wattens

Portugal
- Museu Coleção Berardo – Collection of Modern and Contemporary Art, Lissabon

Spanien
- Museu d’Art Contemporani de Barcelona – MACBA, Barcelona
- CGAC – Centro Galego de Arte Contemporánea, Santiago de Compostela

Ungarn
- Ludwig Museum – Museum of Contemporary Art – Budapest, Budapest

USA
- Kennedy Museum of Art, Athens, OH
- MIT List Visual Arts Center, Cambridge, MA
- Castellani Art Museum, Lewiston, NY
- MOCA – The Museum of Contemporary Art – Grand Avenue, Los Angeles, CA
- Rubell Family Collection, Miami, FL
- Lever House Art Collection, New York, NY
- Museum of Modern Art, New York, NY
- Whitney Museum of American Art New York, NY
- The West Collection, Oaks, PA
- Phoenix Art Museum, Phoenix, AZ
- Reading Public Museum, Reading, PA
- Broad Contemporary Art Museum, Santa Monica, CA
- Norton Museum of Art, West Palm Beach, FL
- Runnymede Sculpture Farm, Woodside, CA

## Würdigungen

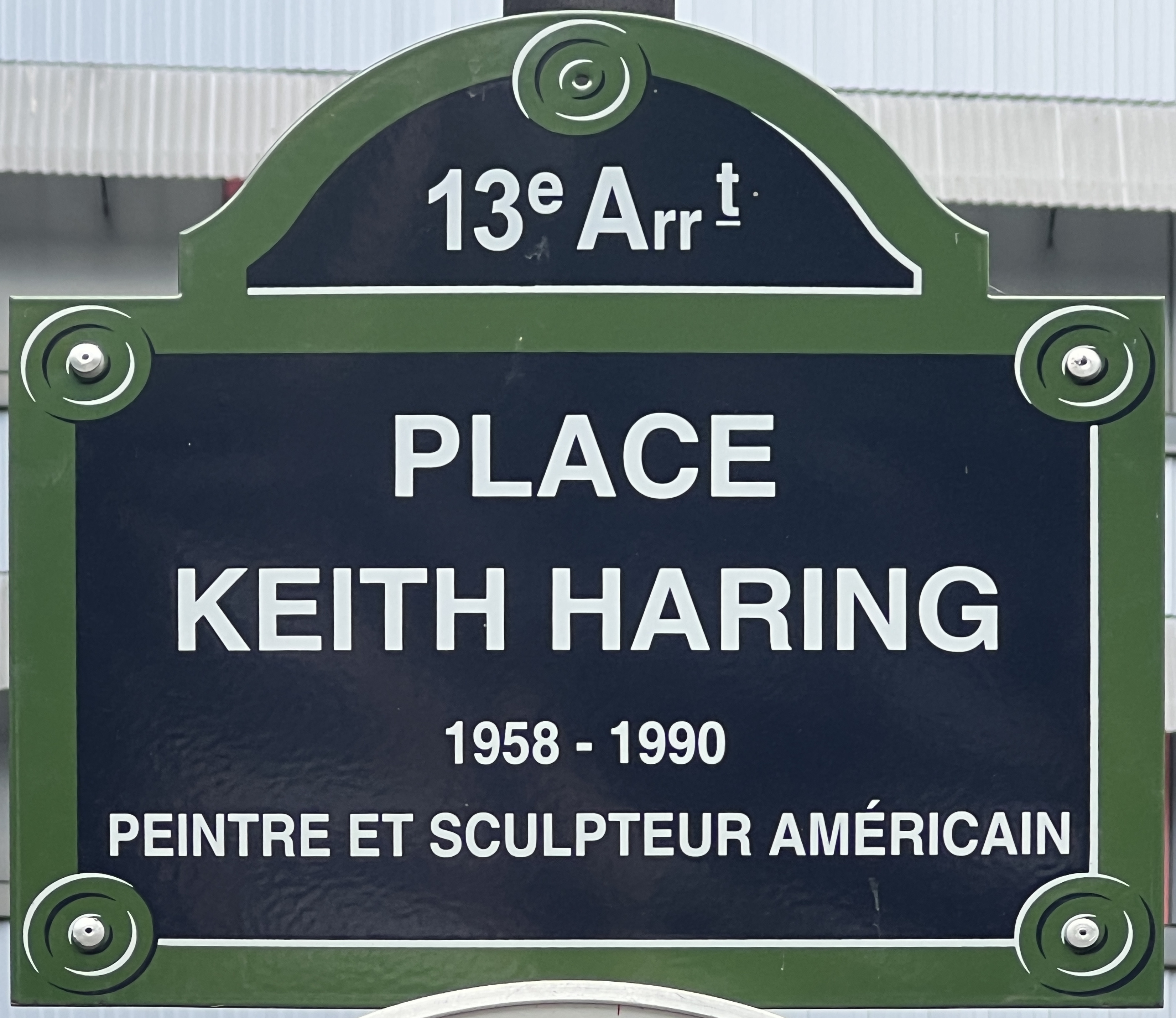
Place Keith Haring, Paris

- In Paris ist ein Platz nach ihm benannt.
- In Mexiko-Stadt waren 2017 Waggons der Linie 2 mit Motiven von Keith Haring geschmückt.

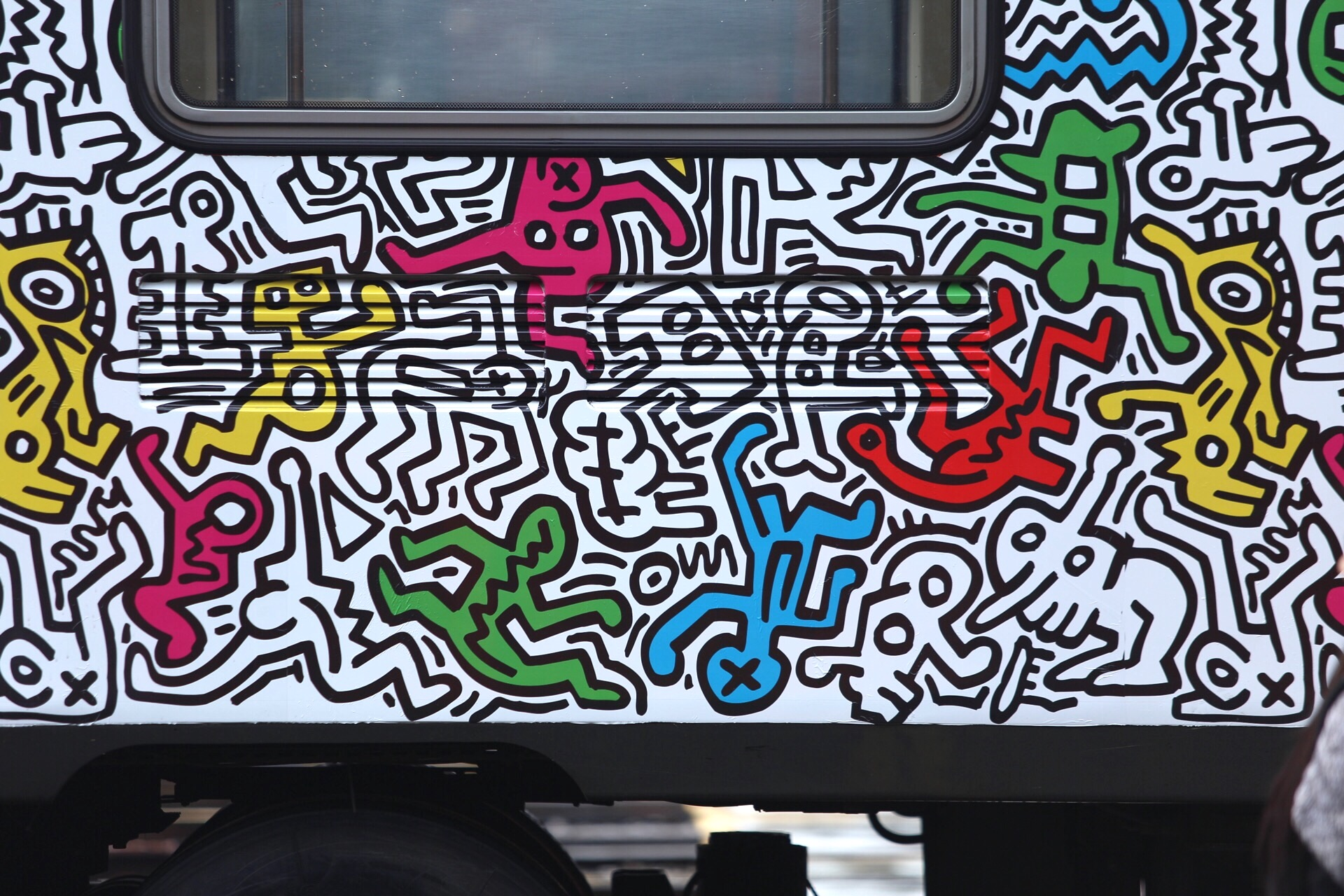
Wagen der Metro-Linie 2…
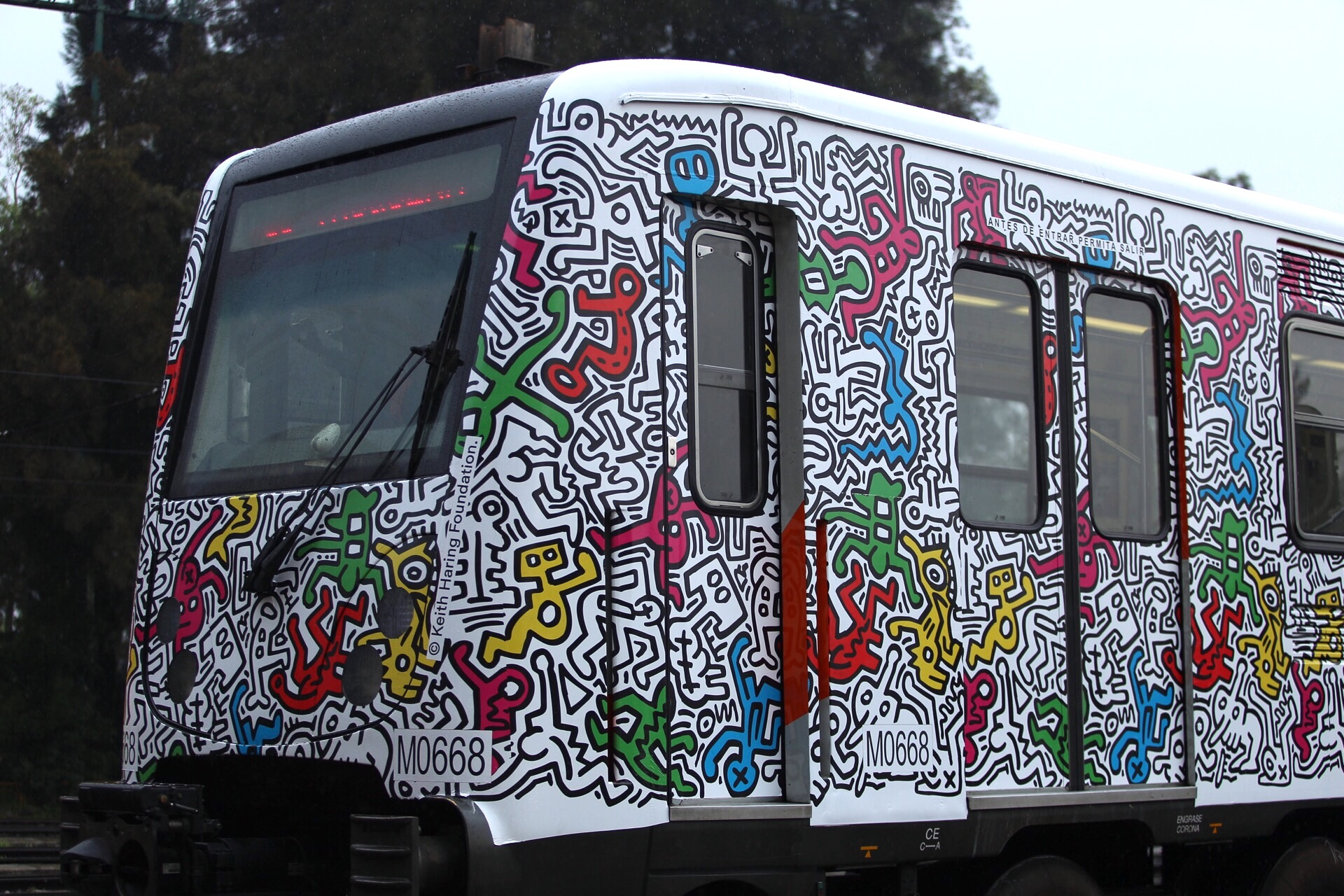
mit Motiven…
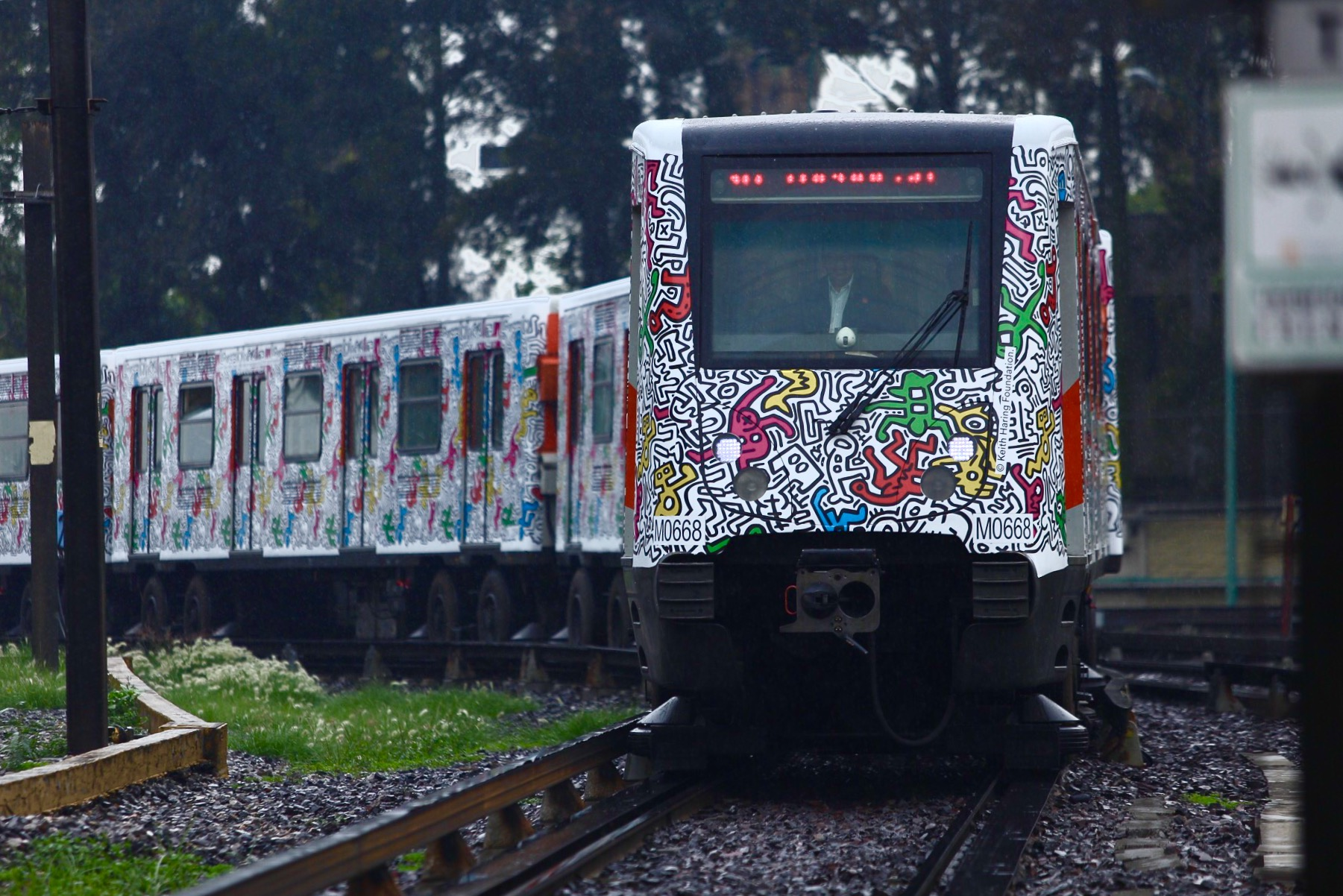
von Keith Haring

## Kunstmarkt
Am 18. Mai 2017 übertraf Keith Harings Werk Untitled bei der Abendauktion für zeitgenössische Kunst von Sotheby’s in New York den oberen Schätzwert und stellte mit einem Preis von USD 6.537.500 einen neuen Auktionsweltrekord für den Künstler auf. Das Werk stellt die ultimative Kombination von Harings bekanntesten Motiven dar – Street-Art-Ästhetik, Cartoon-Figuren, Hunde und eine übergeordnete politische Botschaft. Inspiriert von den Konflikten zwischen staatlicher Autorität und Jugendkultur zeigt das Werk den Kampf zwischen Gut und Böse und Leben und Tod – Themen, die Haring sehr am Herzen lagen und ihn während seiner gesamten Karriere inspirierten.
Im Juni 2021 in München wurde eine Serie von vier Farbserigrafien mit dem Titel Andy Mouse aus dem Jahr 1986 für € 1.021.000 (inklusive Aufgeld) versteigert. Die Serie ist eine Hommage von Keith Haring an seinen Freund und Mentor Andy Warhol und zählt zu den begehrtesten Editionen in Harings Œuvre. Die Serie zeigt die charakteristische Verbindung zwischen Haring und Warhol sowie ihre gemeinsame Bewunderung für Walt Disney.
Harings Kreidezeichnung Subway Drawing aus den Jahren ca. 1982 bis 1984 erzielte im Dezember 2022 in München einen Verkaufspreis von € 500.000 (inklusive Aufgeld). Das Kunstwerk ist auf zwei zusammengefügten schwarzen Papierbögen, auf Karton aufgelegt und im originalen Rahmen der New Yorker Subway aus glasfaserverstärktem Kunststoff präsentiert. Die Subway Drawings Harings aus den frühen 1980er Jahren markieren den Beginn seiner rasanten Karriere.

## Film und visuelle Rezeption
- Schweigen = Tod, R.: Rosa von Praunheim, 1990
- The Universe of Keith Haring, R.: Clausen, Christina, Drehbuch: Clausen, Christina. F/It: 2008. Fassung: DVD. 82 Min.
- Keith Haring – The Message, Dokumentarfilm von Maripol für die Retrospektive im Musée d'Art Moderne in Paris. E/fr, 52 Minuten, 2013.
- B-Movie: Lust & Sound in West-Berlin 1979-1989, R.: Jörg A. Hoppe, Klaus Maeck, Heiko Lange. Drehbuch: Jörg A. Hoppe, Klaus Maeck, Heiko Lange. D: DEF Media GmbH 2015. Fassung DVD. 96 Min. Auftritt von Haring beim Bemalen der Berliner Mauer.
- Keith Haring. Street Art Boy. Dokumentarfilm von Ben Anthony. Großbritannien 2020, 55 Minuten, Arte 28. August 2020. Auf Youtube